# Лінійний корабель

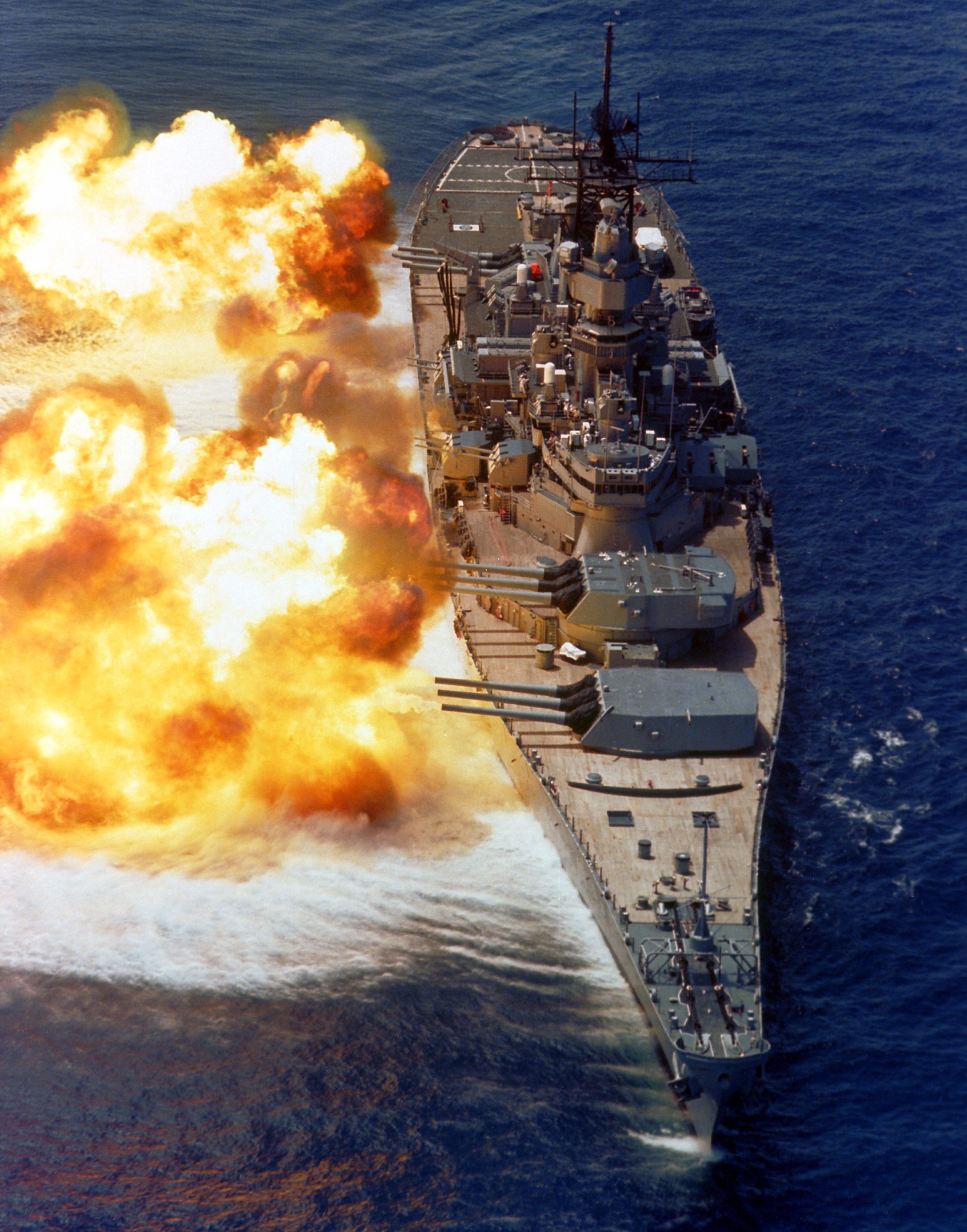
Вогнева міць лінкора, продемонстрована USS Айова (бл. 1984 року).

Ліні́йний корабе́ль або скорочено лінко́р — тип великих броньованих військових кораблів з головною батареєю, що складається з артилерії великих калібрів. Наприкінці XIX та на початку XX століття лінійні кораблі були найпотужнішим типом військових кораблів.
Слово лінкор було вигадане близько 1794 року і є скороченням фрази корабель лінії битви. Це панівний тип військового корабля у часи епохи вітрил. Термін набув широкого вжитку наприкінці 1880 років для опису типу панцерників, які теперішні історики описують як пре-дредноути. 1906 року спуск на воду HMS Дредноут ознаменував собою революцію у підході до проєктування лінкорів. Подальші проєкти лінкорів, на які вплинув HMS Dreadnought, були зараховані до типу «дредноутів».
Лінійні кораблі були символом військово-морського домінування і національної могутності. Протягом десятиліть лінкори залишалися важливим фактором дипломатії та військової стратегії. Глобальні перегони озброєнь у будівництві лінійних кораблів почалися у Європі 1890 року після публікації Альфреда Тейєра Мегена "Вплив морської сили на історію, 1660—1783". Ці перегони озброєнь завершилися у вирішальній Цусімській битві 1905 року, результати якої суттєво вплинули на проєктування HMS Дредноут. Спуск на воду Дредноута в 1906 році розпочав нові перегони морських озброєнь, які, як вважається, стали опосередкованою причиною початку Першої світової війни. Попри Морські Договори 1920-х і 1930-х років, які обмежили кількість лінійних кораблів, тривало залучення технічних інновацій у їх проєктуванні. І союзники, і Країни Осі використовували лінійні кораблі протягом Другої світової війни.
Значення лінійних кораблів ставилося під сумнів, навіть у період їхньої популярності. Попри величезні ресурси, витрачені на будівництво лінкорів, було лише кілька точкових зіткнень за їхньою участю. Навіть з їхньою надпотужною вогневою міццю і захистом, лінійні кораблі залишалися досить вразливими до значно менших, дешевших видів озброєння: спочатку це були торпеди та морські міни, а пізніше літаки та ракетна зброя. Постійне збільшення дистанції бойового зіткнення призвело до того, що авіаносець замінив собою лінійний корабель, як головний тип основних бойових кораблів протягом Другої світової війни, а останнім спущеним на воду лінкором у 1944 році був HMS Венгард. Лінійні кораблі були збережені у складі Військово-морських сил США протягом Холодної війни з метою забезпечення вогневої підтримки наземних сил, допоки були виключені з переліку складу флоту у 2000-х роках.

## Лінійний корабель (вітрильний)

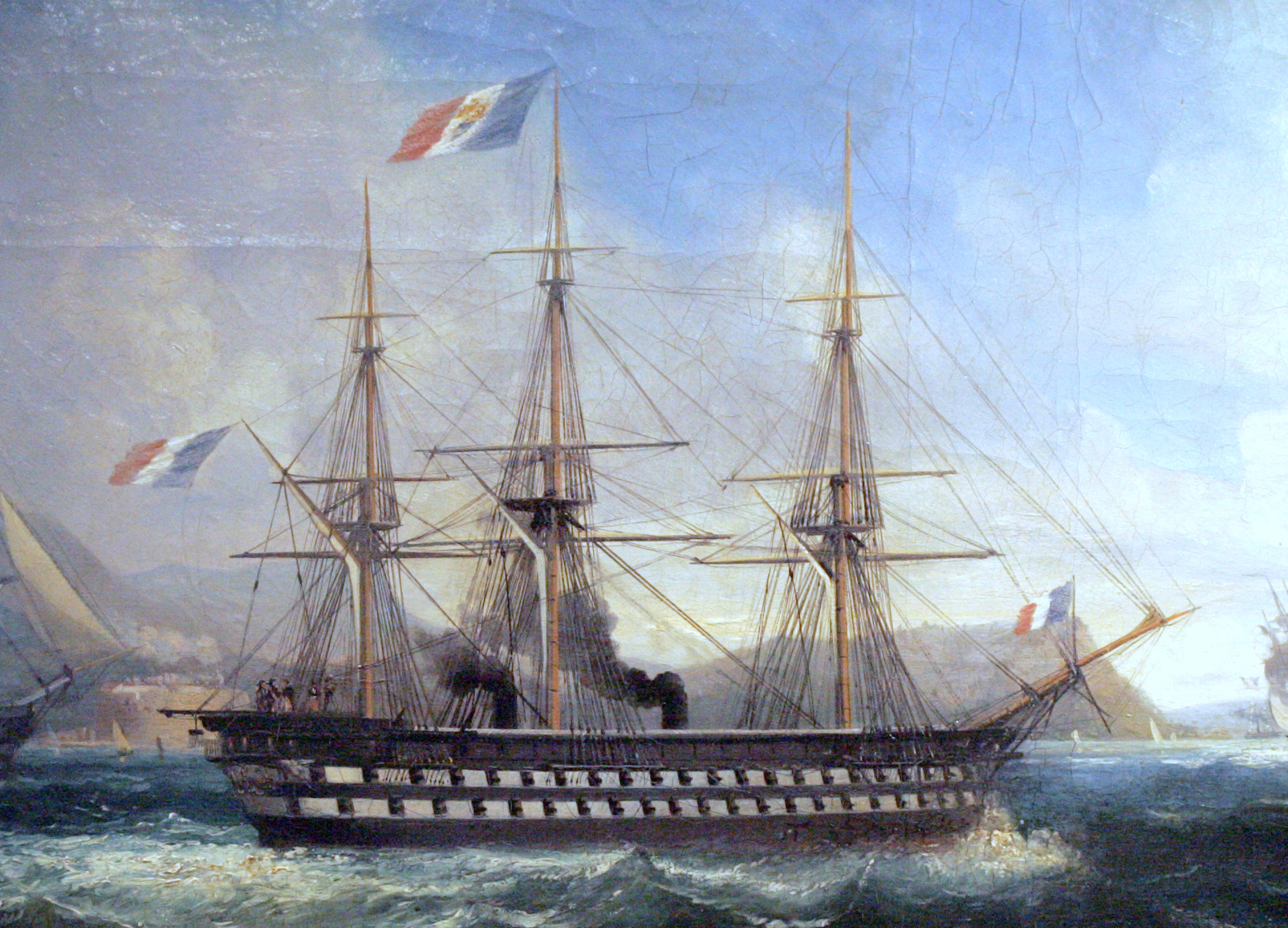
«Наполеон» (1850 р.), перший паровий лінійний корабель

Лінійний корабель був великим, проте не броньованим, дерев'яним вітрильним кораблем, на якому розміщувалася батарея складом до 120 гладкоствольних гармат і карронад. Це була поступова еволюція основного проєкту, який належить до XVII сторіччя, і, окрім збільшення у розмірах, він мало змінився в проміжку часу між прийняттям лінійної тактики на початку XVII сторіччя і кінцем епохи вітрильних лінкорів у 1830-х роках. З 1794 року було прийнято (насамперед, не офіційно) альтернативний до «корабля бойової лінії» термін «лінійний корабель» або «лінкор».
Велика кількість гармат, що ведуть вогонь залпами, означала, що вітрильний лінкор може знищити будь-якого дерев'яного супротивника, пробивши діру в його корпусі, зваливши щоглу, зруйнувавши його такелаж і вбивши його екіпаж. Втім, ефективна дистанція пострілу гармат була не більшою за кілька сотень метрів, тому тактика бою вітрильних кораблів частково також залежала від вітру.
Першою істотною зміною у концепції лінійного корабля було застосування парового двигуна як допоміжної рушійної установки. Енергія пари поступово починає використовуватися у військово-морському флоті в першій половині XIX століття, спочатку для малих кораблів, а пізніше для фрегатів. Військово-морські сили Франції поставили паровий рушій у бойову лінію з 90-гарматним «Наполеоном» у 1850 році — перший справжній паровий лінійний корабель «Наполеон» був озброєний як традиційний лінійний корабель, але його паровий двигун міг дозволити йому розвинути швидкість 12 вузлів (22 км/год), незалежно від наявності вітру, потенційно даючи вирішальну перевагу в морському бою. Застосування парового рушія прискорило збільшення розмірів лінійних кораблів. Франція та Сполучене Королівство були єдиними країнами, які побудували флоти дерев'яних паро-гвинтових лінкорів, хоча декілька інших країн використовували невелику кількість гвинтових лінкорів, включаючи Російську імперію (9), Османську імперію (3), Швецію (2), Неаполь (1), Данію (1) та Австрію (1). А також, Військово-морські сили Північнонімецької кофедерації (що включала Пруссію), закупило у Британії в 1870 році HMS «Renown» для використанні в якості навчального корабля.

## Панцерники

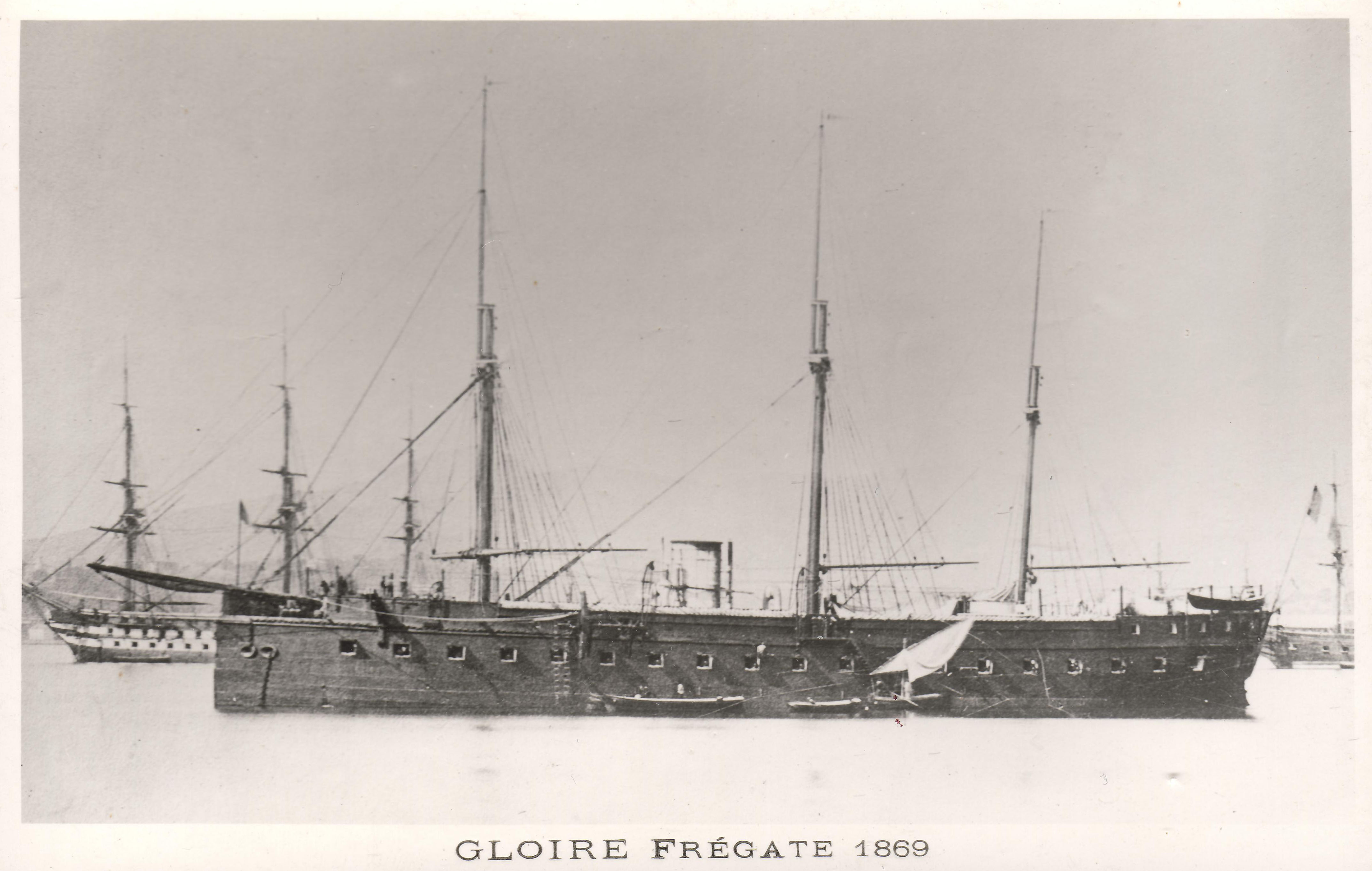
Французький Ґлуар (1859 р.), перший океанський панцерник

Початок використання енергії пари був лише одним з багатьох технологічних проривів, які зробили революцію у проєктуванні військових кораблів у XIX столітті. Лінійні кораблі були перевершені панцерниками: останні рухаються за рахунок пари, захищені металевим панцирем і озброєні гарматами, які стріляють фугасними снарядами.

### Вибухові снаряди
Гармати, які стріляють вибуховими або запалювальними снарядами, становили серйозну загрозу для дерев'яних кораблів, і таке озброєння швидко набуло поширення після появи 8-дюймових гармат, як частини стандартного озброєння французьких та американських лінійних кораблів у 1841 році. Британці почали випробовування вибухових снарядів на Шаблон:HMS, починаючи з 1832 року. Про запроваджння 8-дюймових гармат американцями для використання на лінійних кораблях у 1841 році описано в. Під час Кримської війни шість лінійних кораблів і два фрегати Російського Чорноморського флоту знищили сім османських фрегатів і три корвети за допомогою фугасних снарядів у Синопській битві 1853 року. Пізніше, протягом війни, французькі броньовані плавучі батареї використали подібну зброю проти захисників Севастополя у Кінбурнській битві.
Попри це дерев'яні кораблі продовжували порівняно добре витримувати обстріли, як показала у 1866 році Битва біля Лісси, у якій сучасний австрійський паровий двопалубний SMS «Кайзер» пройшов наскрізь поле інтенсивного бою, протаранив Італійський панцерник і отримав 80 влучень від інших італійських панцерників,, більшість з яких були снарядами, впри чому, як мінімум, один був 300 фунтовим пострілом впритул. Попри втрату свого бушприта та фок-щогли і займання, він знову був готовий до бою вже наступного дня.

### Залізна броня і конструкція

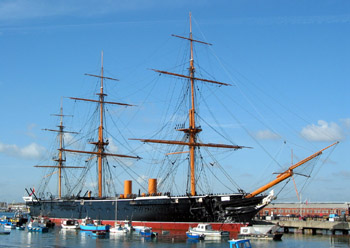
HMS Ворріор, перший океанський лінійний корабель Королівського військово-морського флоту Великої Британії з обшитим залізом корпусом.

Розвиток високовибухових снарядів зробив використання залізних броньових плит на військових кораблях необхідним. 1859 року Франція спустила на воду Глуар, перший океанський панцерник. Він мав профіль лінійного корабля, обмеженого однією палубою з міркувань тоннажності. Хоча він був зроблений з дерева і покладався на вітрила у більшій частині свого плавання, Ґлуар був також обладнаний гвинтом, і його дерев'яний корпус був захищений обшивкою з товстих залізних плит. Ґлуар спонукав до подальшого пошуку інноваційних рішень для Королівського флоту, що було викликано прагненням запобігти здобуттю Францією технологічного лідерства.
Покращений панцерний фрегат HMS Ворріор був спущений на воду після Ґлуара лише через 14 місяців, і обидві держави приступили до реалізації програм будівництва нових панцерників і перебудови існуючих гвинтових лінійних кораблів у панцерні фрегати. Після того, протягом двох років, Італія, Австрія, Іспанія і Росія також розпочали будівництво панцерників, таким чином, на момент відомого зіткнення між панцерниками USS Монітор і CSS Вірджинія у Битві на рейді Гемптон-Роудс принаймні вісім країн мали у своєму розпорядженні панцерні кораблі.

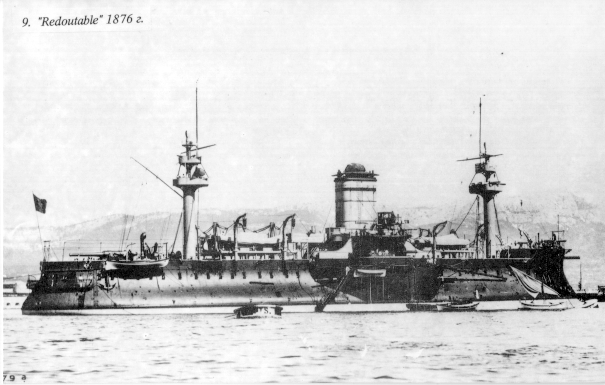
Французький Редутабль, перший лінкор, у якому сталь використана як основний матеріал при будівництві

Військово-морські сили експериментували з розташуванням гармат, у турелях (як в USS Монітор), казематах чи барбетах, або з тараном як основною зброєю. З розвитком парових технологій, щогли були поступово вилучені з проєктів лінкорів. До середини 1870-х років сталь використовувалась, при будівництві, поряд з залізом та деревиною. Корабель французького флоту Редутабль, закладений у 1873 і спущений на воду у 1876 році, мав одночасно казематну і барбетну батареї, і став першим лінійним кораблем у світі, збудованим зі сталі, як основного матеріалу.

## Пре-дредноути

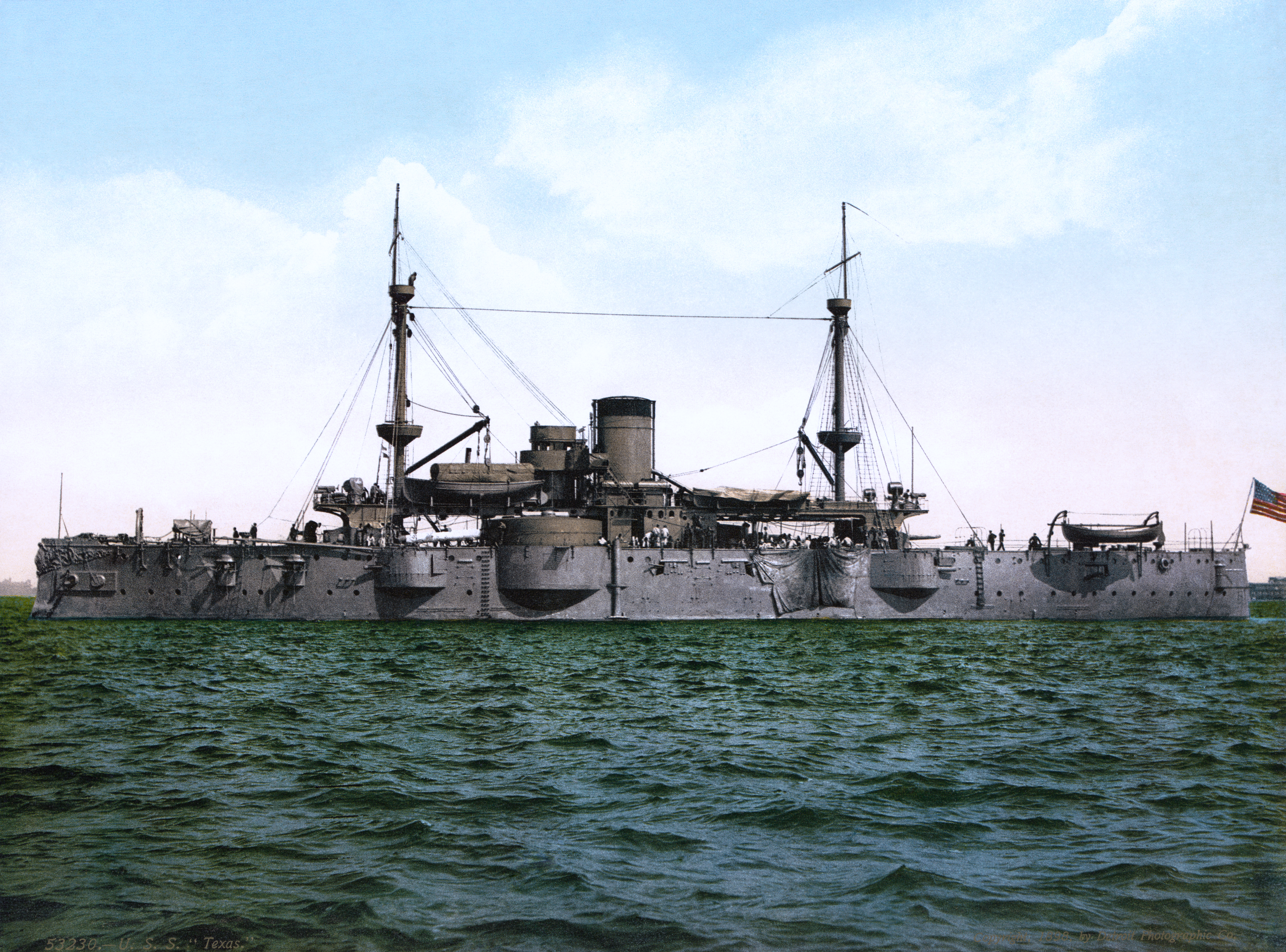
Пре-Дредноут лінкор USS Техас, збудований у 1892 році, був першим лінійним кораблем ВМС США. Фотохромний знімок бл. 1898 року.

Термін «лінкор» був офіційно прийнятим у Королівському Флоті під час перекласифікації 1892 року. Протягом 1890-х років спостерігалась тенденція до збільшення подібності між проєктами лінкорів, внаслідок чого і постав тип кораблів, який пізніше став знаний як 'пре-дредноут'. Це були важко броньовані кораблі, озброєні змішаними батареями гармат у турелях, та без вітрил. Типовий панцерник першого класу ери пре-дредноутів мав водотоннажність від 15,000 до 17,000 т, швидкість 16 вузлів (30 км/год), і озброєння з чотирьох 12-дюймових (305 мм) гармат у двох турелях на носі та на кормі з другорядними батареями змішаного калібру посередині уздовж всієї надбудови. Раннім проєктом із зовнішньою подібністю до пре-дредноутів був британський тип «Девастейшн» 1871 року.
Повільні 12-дюймові (305 мм) головні гармати були основною зброєю для битви з однотипними кораблями. Допоміжні та другорядні батареї мали дві ролі. Проти великих кораблів, побутувала думка, що 'град вогню' від швидких другорядних озброєнь може відвернути увагу ворожих гарматних розрахунків, спричиняючи шкоду надбудовам, і вони будуть більш ефективними проти менших кораблів, таких як крейсери. Менші гармати (12-фунтові та менші) були зарезервовані для захисту лінкора від загрози торпедної атаки збоку есмінців та міноносців.
Початок епохи пре-дредноутів збігся з британським змаганням за утвердження свого військово-морського панування. Протягом багатьох років перед тим, Британія сприймала своє морське панування як даність. Дорогі морські проєкти піддавались критиці політичних лідерів усіх парітй. Попри це, у 1888 році страх війни з Францією та нарощення потужностей російського флоту дали додатковий імпульс військово-морському будівництву, і Британський Акт Військово-морської оборони 1889 року заклав оновлення флоту, включаючи вісім нових лінійних кораблів. Був закладений принцип, що британський флот має бути могутнішим за два наступні за ним, узяті разом. Така політика була спрямована на те, щоб утримати Францію та Росію від будівництва більшої кількості лінкорів, але обидві країни, попри це, продовжували збільшували свої флоти кількісно та кращими пре-дредноутами у 1890-х роках.

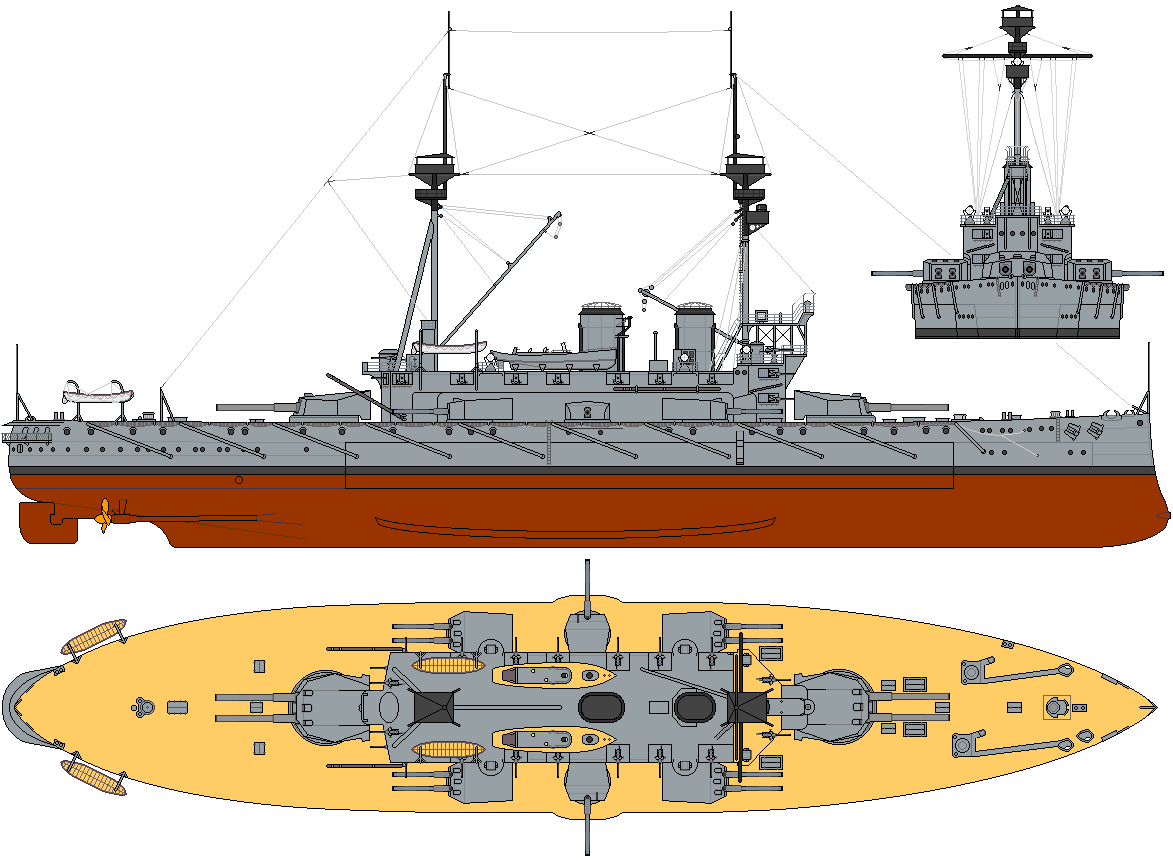
Схема HMS Agamemnon (1906) (1908 р.), типового пізнього пре-дредноута

У останні роки XIX століття та перші роки XX, підйом у будівництві лінійних кораблів став перегонами озброєнь між Великою Британією і Німецькою імперією. Німецький морський закон 1890 і 1898 років узаконював флот з 38 лінкорів, життєво важливу загрозу балансу військово-морських сил. Велика Британія відповіла продовженням суднобудування, але наприкінці епохи пре-дредноутів її панування на морі було суттєво послаблене. 1883 року Сполучене Королівство мало 38 лінійних кораблів, вдвічі більше за Францію і майже стільки ж, як решта країн світу, узятих разом. До 1897 року, лідерство Великої Британії стало набагато меншим через конкуренцію з боку Французької республіки, Німецької імперії та Російської імперії, а також розвитку флотів пре-дредноутів у Італії, США і Японській імперії. Османська імперія, Іспанська імперія, Швеція, Данія, Норвегія, Нідерланди, Чилі і Бразилія мали другорядні флоти з броненосних крейсерів, панцерників берегової оборони чи моніторів.
Пре-дредноути продовжували технічні інновації панцерників. Турелі, броньові листи та парові двигуни, все було покращене, і з роками з'явились торпедні апарати. Невелика кількість проєктів, включаючи американський клас «Кірсардж» і клас «Вірджинія», проводили експерименти з усіма або частиною 8-дюймових допоміжних батарей, розміщуючи їх на 12-дюймових головних. Результати були невтішні: фактори відбою та ефекти вибуху вилились у повну неможливість використання 8-дюймових батарей і неможливості зосередження головного та допоміжного озброєння на різних цілях, що призвело до значних тактичних обмежень. Навіть якщо такі інноваційні проєкти економили водотоннажність, як головний мотив для їх створення, вони виявилися занадто громіздкими на практиці.

## Епоха дредноутів
У 1906 році Британський Королівський флот спустив на воду революційний HMS Дредноут. Створений, як результат тиску з боку Адмірала Сера Джона («Джекі») Фішера, HMS Дредноут зробив існуючі до того лінкори застарілими. Поєднуючи в собі принцип озброєння «тільки великі гармати» з десяти 12-дюймових (305 мм) гармат з безпрецедентною швидкістю (від парових турбінних двигунів) і захист, він змусив усі країни світу переоцінити програми будівництва лінкорів для своїх флотів. Поки Японія заклала лінкор типу «тільки великі гармати», Сацума у 1904 році, і дана концепція корабля широко обговорювалася декілька років, вона ще повинна була підтвердити себе в бою. Дредноут розпочав нові перегони озброєнь, переважно між Британією та Німеччиною, але також вплинув на увесь світ, оскільки новий тип військових кораблів став ключовим елементом могутності держав.
У епоху дредноутів технічний прогрес розвивався швидкими темпами, з кардинальними змінами в озброєнні, броні та рушіях. Через 10 років після спуску на воду Дредноута, були побудовані значно потужніші кораблі, супердредноути.

### Початок

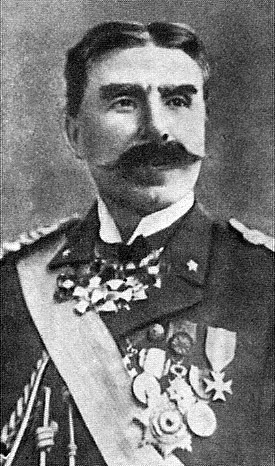
Вітторіо Куніберті

У перші роки XX століття декілька країн в усьому світі експериментували з ідеєю нового типу лінійного корабля з уніфікованим озброєнням з дуже важких гармат.
Адмірал Вітторіо Куніберті, головний морський архітектор італійського військово-морського флоту, сформулював концепцію тільки великих гармат на лінійних кораблях у 1903 році. Коли Королівські військово-морські сили Італії не сприйняли його ідеї, Куніберті написав статтю у Джейн пропонуючи «ідеальний» майбутній лінійний корабель Британії, великий броньований корабель водотоннажністю 17,000 тонн, озброєний винятково батареями одного головного калібру (дванадцятьма 12-дюймовими (305 мм) гарматами), оснащений 300-міліметровим (12 дюймів) броньовим поясом, і здатний розвивати швидкість до 24 вузлів (44 км/год).
Російсько-японська війна дала досвід експлуатації для підтвердження концепції "тільки великих гармат". У Жовтому морі та Цушимі, пре-дредноути обмінювались залпами на дистанціях 7,600–12,000 ярдів (від 7 до 11 км), за межами віддалі ураження другорядних батарей. Часто зазначалося, що ці зіткнення продемонстрували переваги 12-дюймових (305 мм) гармат над їхніми меншими колегами, проте деякі історики дотримувались думки, що другорядні батареї були настільки ж важливі, як і великі.
У Японії першими закладеними кораблями проєкту "тільки великі гармати" були два лінкори з вісьмома 12-дюймовими гарматами Програми 1903—1904 років. Однак було визнано, що проєкт має занадто тонку броню і вимагає істотного доопрацювання. Фінансове навантаження Російсько-Японської війни та недостатнє постачання 12-дюймових гармат, які мали імпортуватися з Британії, означало, що ці кораблі були завершені зі змішаним озброєнням 10 та 12 дюймів. Проєкти 1903—1904 років також зберегли традиційні потрійні парові двигуни.

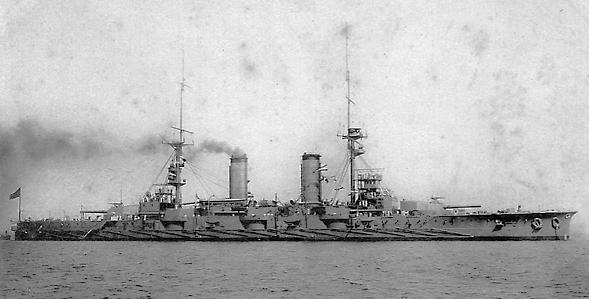
Попередній проєкт для корабля Імператорського флоту Японії Сатсума мав концепцію «тільки великі гармати».

Уже в 1904 році Джекі Фішер був переконаний у необхідності швидких, потужних кораблів, озброєних тільки великими гарматами. Якщо Цусімська битва вплинула на його думку, то вона тільки переконала його у необхідності стандартизувати 12-дюймові (305 мм) гармати. Фішера турбували підводні човни та есмінці, оснащені торпедами, які мали більшу віддаль ураження, ніж озброєння лінкорів, що робило швидкість нагальною необхідністю для великих кораблів. Розв'язанням цієї проблеми він бачив своє ж творіння, Лінійний крейсер: легко броньований, але важко озброєний вісьмома 12-дюймовими гарматами та здатністю розвивати швидкість до 25 вузлів (46 км/год) завдяки паровій турбіні.
Те що Дредноут був спроєктований у січні 1905 року, закладений у жовті та наближався до завершення до 1906 року, мало підтвердити цю революційну технологію. Він ніс десять 12-дюймових гармат, мав 11-дюймовий броньовий пояс і був першим великим кораблем з паровою турбіною як силовою установкою. Його гармати були розміщені у п'ятьох турелях; три на центральній лінії (одна спереду, дві позаду) і дві по боках, що давало йому вдвічі сильніший бортовий залп, ніж у будь-якого іншого корабля. Він зберіг декілька 12-фунтових (3-дюймових, 76 мм) швидкострільних гармат для боротьби з есмінцями та міноносцями. Його бронювання було достатньо важким для того, щоб вести прямий бій з будь-яким іншим кораблем і, ймовірно, перемогти.

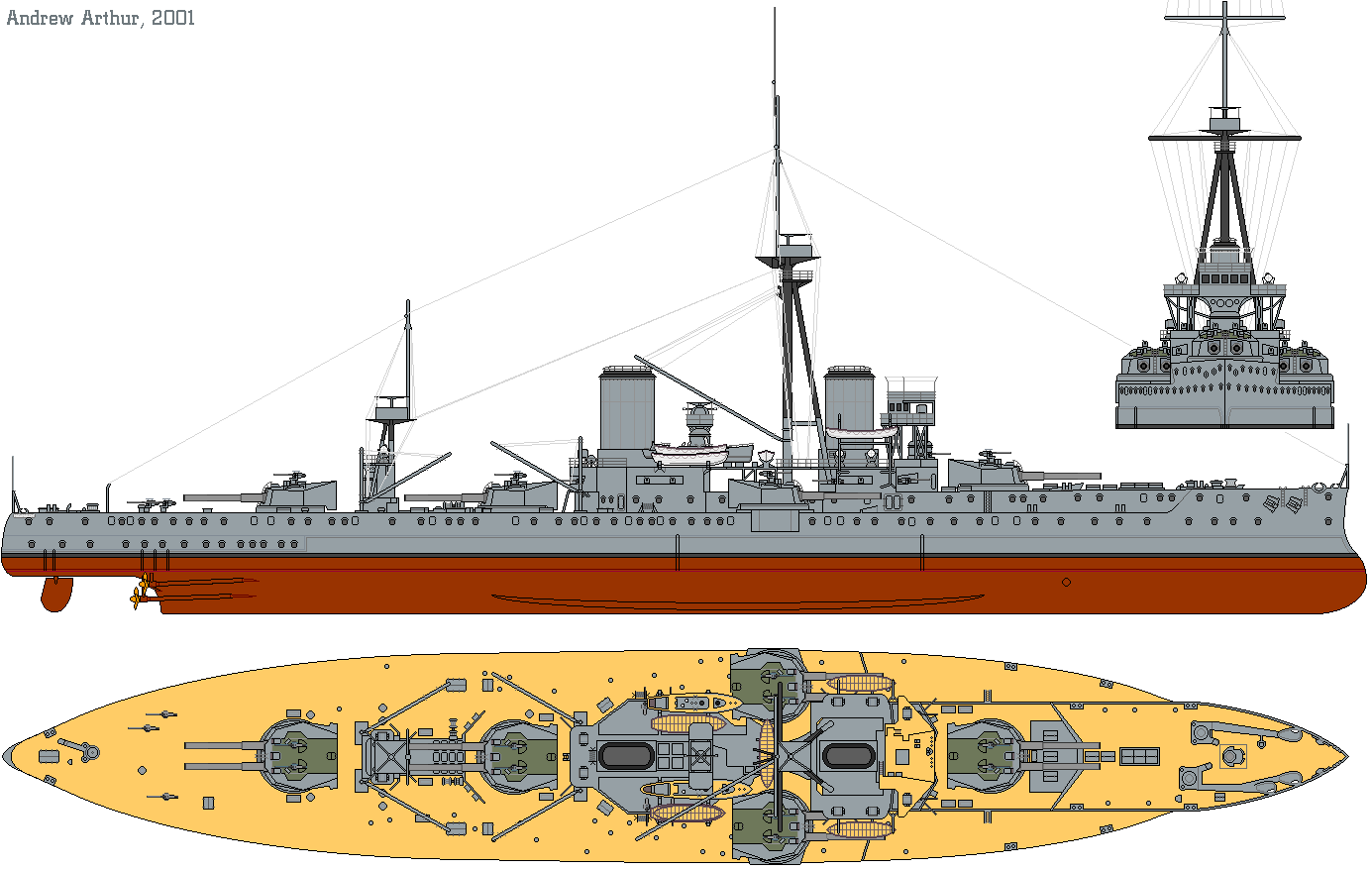
HMS Дредноут (1906)

Дредноут мав наступниками три лінійних крейсери класу «Інвінсібл», їхнє будівництво було відкладене для застосування у їх проєктах досвіду набутого за рахунок Дредноута. У той час, як Фішер хотів зробити Дредноут останнім лінкором Королівського Флоту, проєкт виявився настільки вдалим, що йому не вдалося знайти достатньої підтримки для переходу до флоту лінійних крейсерів. Попри те, що корабель мав деякі проблеми (бокові турелі мали обмежені кути вогню і давали навантаження на корпус при повному бортовому залпі, і верхній край найтовщого броньового поясу знаходився нижче ватерлінії при повному навантаженні), Королівський Флот оперативно замовив ще шість кораблів подібних проєктів, таких як клас «Беллерофон» і клас «Сен-Вінсент».
Американський проєкт, «Саут Керолайна», прийнятий у 1905 році та закладений у грудні 1906 року, був іншим представником перших дредноутів, але він та інший корабель його класу, «Мічиган», не були спущені на воду до 1908 року. Обидва використовували потрійні двигуни та мали вище розташування головних батарей, порівняно з боковими турелями Дредноута. Таким чином вони отримали такий самий бортовий залп, попри вдвічі меншу кількість гармат.

### Перегони озброєнь
У 1897 році, перед революцією конструкторської думки, викликаною появою корабля «Дредноут», Королівський Флот мав 62 лінкори в строю або будівництві, на 26 більше, ніж у Франції та на 50 більше, ніж мала Німеччина. У 1906 році Королівський Флот став недосяжним з Дредноутом. Новий тип кораблів викликав перегони озброєнь з важливими стратегічними наслідками. Головні морські країни змагалися у будівництві власних дредноутів. Наявність сучасних лінкорів була не тільки життєво важливою для морських країн, але також, як ядерна зброя сьогодні, віддзеркалювала положення країни в світі. Німеччина, Франція, Японія, Італія, Австрія, та Сполучені Штати, — усі розпочали свої програми будівництва дредноутів; поки Османська імперія, Аргентина, Російська імперія, Бразилія, та Чилі замовили будівництво дредноутів на британських та американських корабельнях.

## Перша світова війна
Лінійні кораблі, зокрема дредноути, були основною морською зброєю в часи Першої світової війни. Найбільші морські битви Першої світової війни, такі як Ютландська (31 травня 1916 р. — 1 червня 1916 р.), відбувалися за участю лінкорів та їх побратимів, лінійних крейсерів.

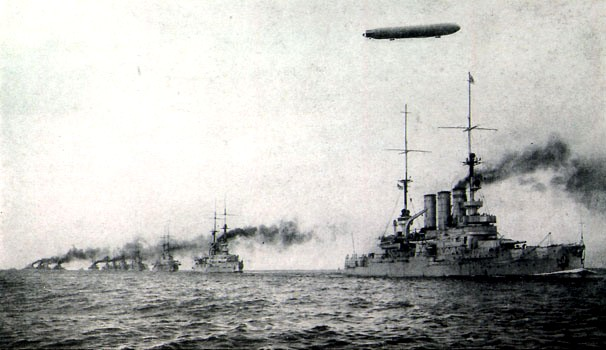
Німецький Флот відкритого моря Протягом Першої світової війни

В силу географічних особливостей, Королівський Флот був у змозі, використовуючи свої флотилії лінкорів та лінійних крейсерів, запровадити сувору та успішну морську блокаду Німеччини та тримати менший Німецький флот замкненим у Північному морі: єдина вузька протока вела до Атлантичного океану і вона охоронялася Британськими військами. Обидві сторони знали, що через більшу кількість Британських дредноутів, зіткнення флотів повним складом найімовірніше закінчиться перемогою Британців. Німецька стратегія полягала у тому, щоб спровокувати зіткнення на їх умовах: або спровокувати частину Великого Флоту на битву без підкріплень, або вступати у битву біля Німецької берегової лінії, де для вирівнювання шансів могли бути використані власні мінні поля, міноносці та підводні човни. Німецькі підводні човни були здатні проходити крізь блокаду та влаштовувати рейди на торгові шляхи, але навіть попри те, що вони потопили багато торгових суден, вони не мали змоги влаштувати ефективну блокаду Великої Британії — на відміну від Британської успішної лінкорної блокади Німеччини, яка стала основною причиною Німецького економічного колапсу у 1918 році. Королівський Флот, з іншого боку, успішно запровадив тактику конвоїв для боротьби з Німецькою підводною блокадою і в кінцевому підсумку переміг її.

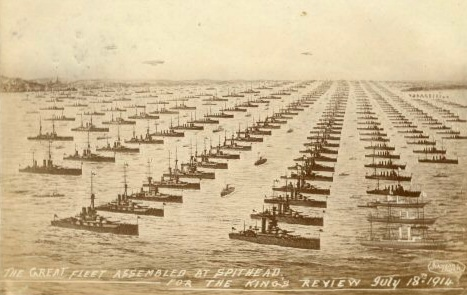
Британський Великий Флот

Перші два роки війни можна було спостерігати постійні «зачистки» Північного моря лінкорами та лінійними крейсерами Королівського Флоту, метою яких було переконатися у тому, що жоден німецький корабель не зможе увійти в чи вийти за межі блокади. Тільки декілька німецьких надводних кораблів, які уже перебували у морі, таких як відомий легкий крейсер Емден, були здатні вчиняти рейди на торгові шляхи. Навіть ті, яким вдавалось прорватися, переслідувалися лінійними крейсерами, як у Фолклендській битві 7 грудня 1914 року. Результатами таких дій у Північному морі були такі битви, як Гельголандська бухта і Доггер-банка і німецькі рейди на англійські узбережжя, всі з яких були спробами виманити частину кораблів Великого Флоту і перемогти його по частинах. 31 травня 1916 року ще одна спроба привернути увагу британських кораблів і нав'язати їм битву на німецьких умовах призвела до зіткнення флотів у Ютландській битві. Німецький флот відступив на бази після двох нетривалих зіткнень з Британським флотом. Менш ніж через два місяці німці знову спробували втягнути частину Великого Флоту у битву, що вилилось у битву 19 серпня 1916 року результати якої виявились неоднозначними. Це підкріпило німецьке рішення не брати участі у прямому зіткненні флотів.

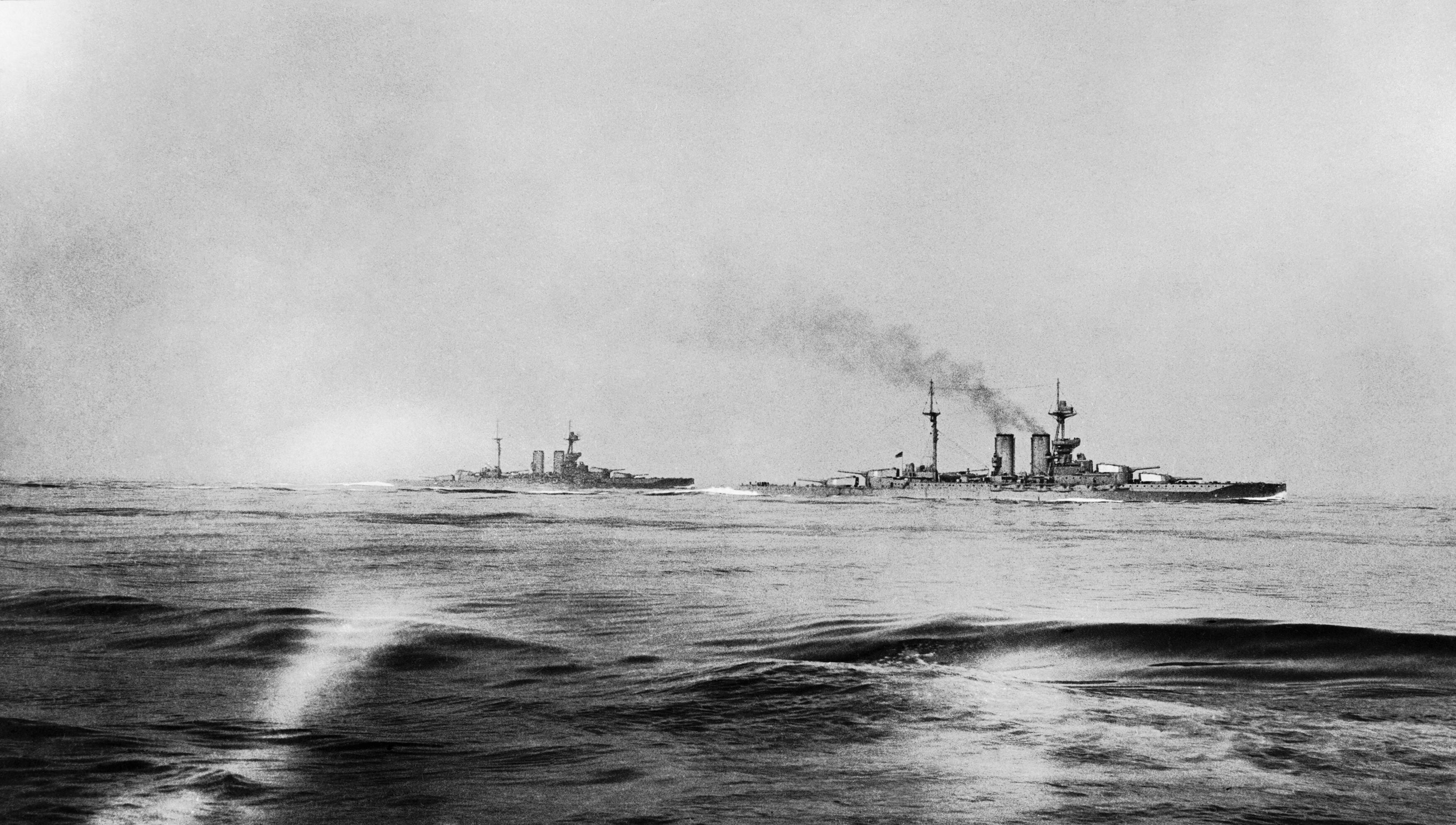
Ворспайт і Малайя біля Ютланду

На інших морських театрах бойових дій не було вирішальних запеклих битв. У Чорному морі зіткнення між російськими та османськими лінкорами обмежувалися невеликими сутичками. У Балтійському морі дії переважно обмежувалися рейдами на конвої і розміщенням оборонних мінних загороджень; єдиним істотним зіткненням лінійних ескадр тут була Моонзундська битва, у якій Росія втратила один свій пре-дредноут. Адріатика була у деякому сенсі віддзеркаленням Північного моря: Австро-Угорський лінійний флот залишався оточений Британською та Французькою блокадою. І у Середземному морі найважливішою операцією була підтримка висадки десанту у Галліполі.
У вересні 1914 року зросла загроза для надводних кораблів, яку несли німецькі U-боти, що було підтверджено вдалим нападом на британські крейсери, включаючи затоплення трьох британських панцерних крейсерів німецьким підводним човном SM U-9 менш ніж за годину. Британський супердредноут HMS Одейшес незабаром вирушив за ними, підірвався на міні, закладеній німецьким U-ботом у жовтні 1914 року, і затонув. Така загроза, яку німецькі U-боти представляли для британських дредноутів, виявилась достатньою для того, щоб змусити Королівський Флот змінити його стратегію і тактику у Північному морі для зменшення ризику підводних атак. Подальші близькі промахи від підводних атак на лінкори та втрати серед крейсерів призвели до зростання сумнівів у Королівському Флоті про цінність лінкорів як типу.
З продовженням війни, однак, виявилось, що в той час, коли підводні човни виявили свою неймовірну загрозу для старих пре-дредноутів, що показав приклад затоплення Месуді, обстріляного у Дарданеллах торпедами британським підводним човном і HMS Маджестик з HMS Тріумф які були торпедовані U-21, як і HMS Формідабл, HMS Корнволліс, HMS Британія і тд., загроза, яку вони представляли для дредноутів, здебільшого була надуманою. HMS Одейшес виявився єдиним дредноутом, затопленим підводним човном у Першій світовій війні. Він також був єдиним дредноутом, який підірвався на міні у Першій світовій війні. Хоча лінкори ніколи не передбачалися для боротьби з підводними човнами, був один випадок затоплення субмарини дредноутом. HMS Дредноут протаранив і затопив німецьку U-29 18 березня 1915 року на виході з Морі-Ферт.

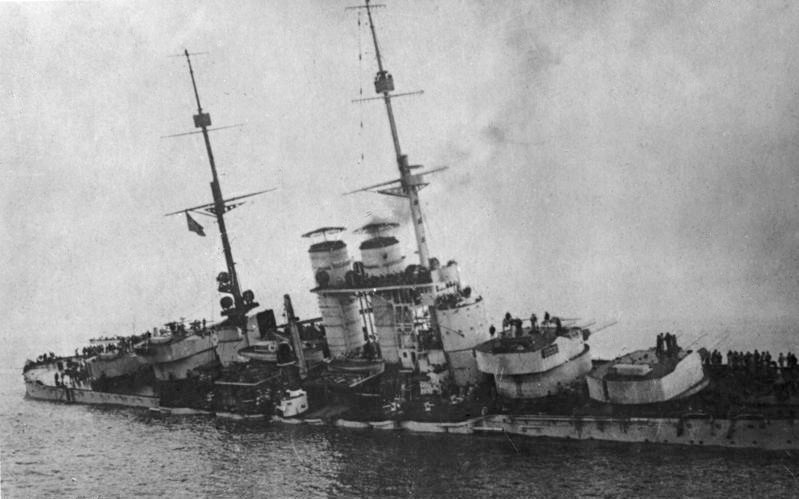
Затоплення SMS Святий Стефан після атаки італійськими торпедними катерами

Хоча втеча німецького флоту від переважної британської вогневої міці в Ютланді завдяки ефективним діям німецьких крейсерів та есмінців, які відвертали увагу британських лінкорів, німецька спроба підводних атак на британський флот провалилася.
Міноносці мали деякі успіхи проти лінкорів у Першій світовій війні, дредноут SMS Святий Стефан Цісарсько-королівського військового флоту був потоплений італійськими торпедними катерами у червні 1918 року і затоплення британського пре-дредноута HMS Ґолаєт османським есмінцем Muavenet-i Milliye. Хоча в операціях великих флотів есмінці та міноносці зазвичай не мали можливості достатньо наблизитися до лінкорів для того, щоб пошкодити їх. Єдиним лінкором, який затонув у флотській операції від вогню міноносця чи есмінця, був застарілий німецький пре-дредноут SMS Поммерн. Він був затоплений есмінцем під час нічної частини Ютландської битви.
Німецький Флот відкритого моря, зі свого боку, був рішучий щодо того, щоб не вступати у відкритий бій з британцями без підтримки підводних човнів; а підводні човни, у свою чергу, більше були потрібні для рейдів на комунікаціях супротивника, тому флот залишався у портах переважну частину війни.

## Міжвоєнний період
Багато років Німеччина просто не мала лінійних кораблів. Перемир'я з Німеччиною вимагало роззброєння більшої частини Флоту відкритого моря і його інтернування у нейтральних портах; здебільшого через те що не вдалося знайти нейтральний порт, кораблі залишилися під вартою у британському Скапа-Флоу, Шотландія. Версальський договір визначав, що кораблі повинні бути передані британцям. Натомість більша частина з них була затоплена їхніми німецькими екіпажами 21 червня 1919 року, якраз перед підписанням договору. Договір також накладав обмеження на Німецький Флот, і також забороняв Німеччині будувати чи розпоряджатися будь-якими великими суднами.

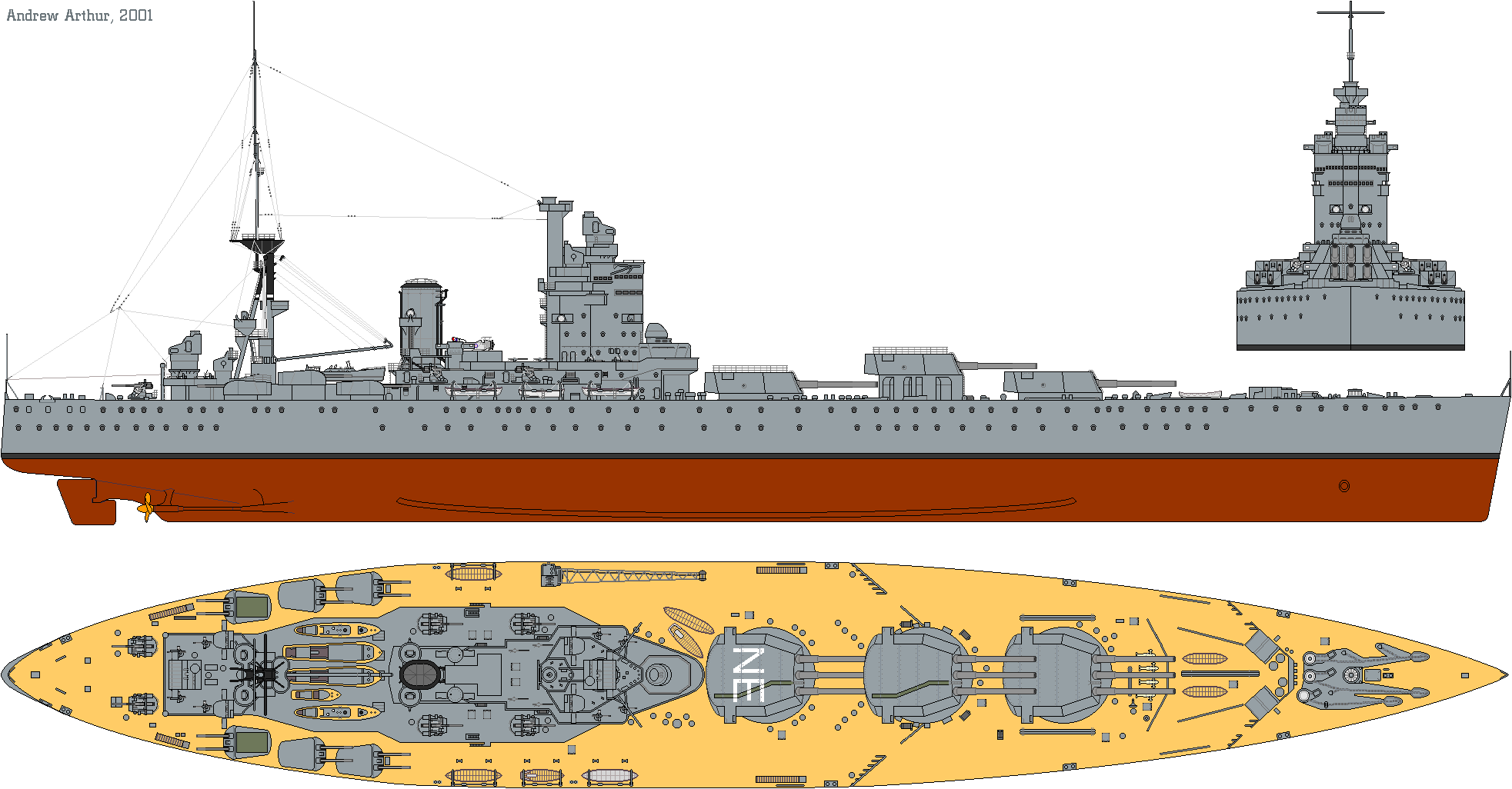
Профіль HMS Нельсон, спущеного на воду 1927 року

У міжвоєнний період лінкори стали об'єктом жорстких міжнародних обмежень, покликаних запобігти початку нових дорогих перегонів озброєнь.
У той час як переможці не були обмежені Версальським договором, більшість головних морських держав були знекровлені після війни. Зіткнувшись з перспективою перегонів військово-морських озброєнь проти Сполученого Королівства і Японії, що, в свою чергу, могло призвести до війни на Тихому океані, Сполучені Штати наполягали на укладенні Вашингтонського морського договору 1922 року. Ця угода обмежувала кількість і розмір лінкорів, якими кожна велика держава може розпоряджатися, і вимагала від Британії прийняти паритет зі США та розірвання британського союзу з Японією. Вашингтонський договір породив ще ряд морських угод, включаючи першу Женевську морську конференцію (1927), перший Лондонський морський договір (1930), другу Женевську морську конференцію (1932), і нарешті другий Лондонський морський договір (1936), всі з яких встановлювали обмеження на основні військові кораблі. Ці угоди втратили свою актуальність 1 вересня 1939 року із початком Другої світової війни, але класифікація кораблів, яка була погоджена, досі використовується. Договірні обмеження означали, що у 1919—1939 рр. було спущено на воду менше лінкорів, ніж у 1905—1914 рр. Договори також вплинули на розвиток, обмеживши максимальну тоннажність кораблів. Проєкти, як запланований британський клас N3, перший американський клас «Саут Дакота», і Японський клас «Кіі» — всі з яких продовжували традицію більших кораблів з більшими гарматами і товщею бронею — ніколи не зійшли з креслярської дошки. Ті проєкти, які були спущені на воду протягом цього періоду, можна характеризувати як договірні лінійні кораблі.

### Становлення повітряних сил

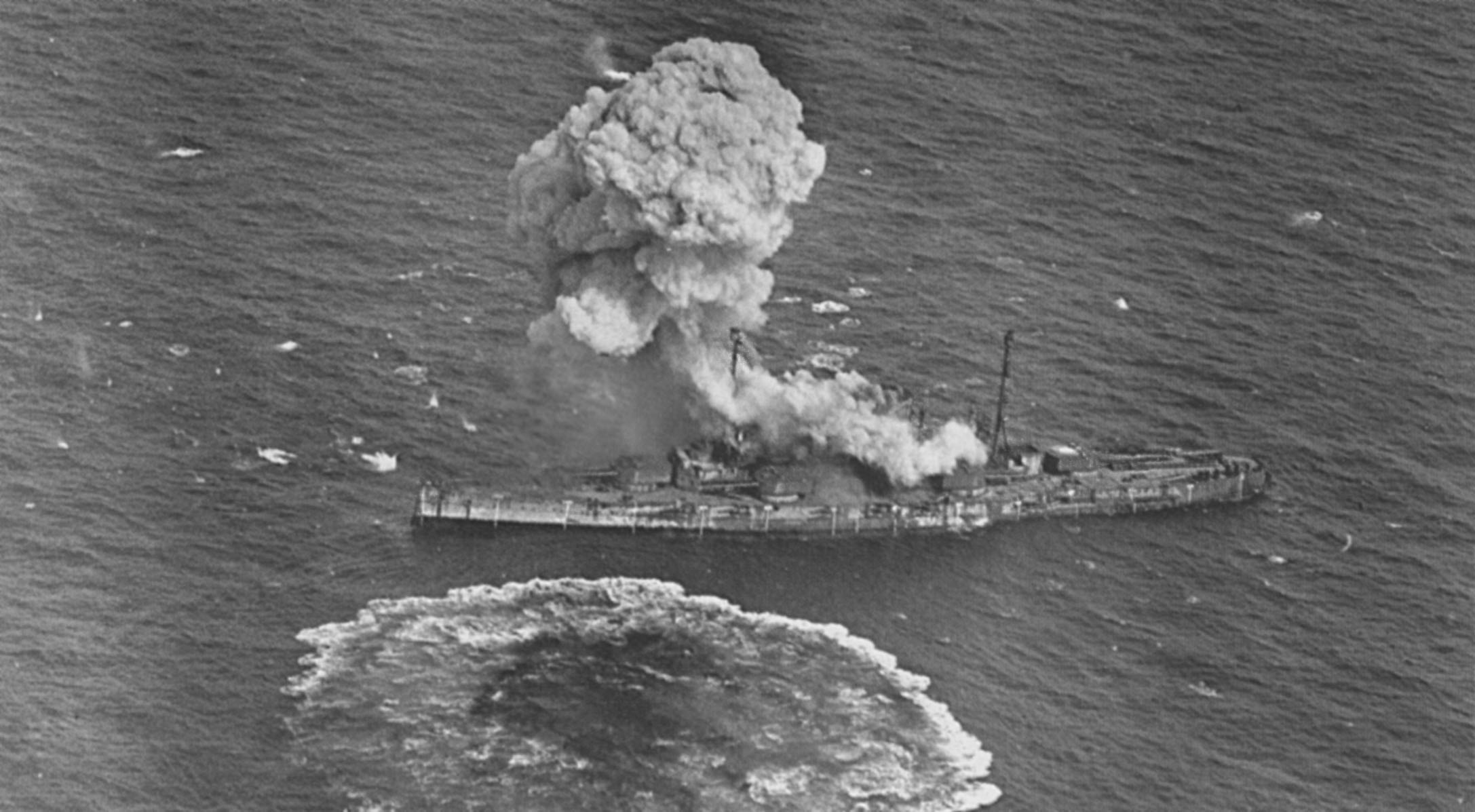
Навчальні стрільби, які потопили SMS Остфризланд (1909 р.), вересень 1921 року

Уже в 1914 році, британський адмірал Персі Скотт передбачив, що лінкори скоро будуть заміщені авіацією. До кінця Першої світової війни, торпеда була успішно прийнята як озброєння літаків. Перша повітряна атака з використанням торпеди, скинутої з літака, була здійснена командиром літака Short 184 Чарльзом Едмондсом з авіаносця Шаблон:HMS 12 серпня 1915 року проти турецького 5 000 тонного транспортного корабля в Мармуровому морі. Також 17 серпня інший турецький корабель був потоплений торпедою. Як повідомлялось, командир літака C. H. Edmonds, керуючи літаком Short 184, торпедував турецького пароплава за кілька миль на північ від Дарданелл. Його колега з ланки, заступник командира G. B. Dacre, був змушений сісти на воду через неполадки з двигуном, але побачивши ворожий буксир неподалік, підрулив до нього і випустив торпеду. Буксир вибухнів і потонув, після чого льотчик зумів слетіти з поверхні води і повернутись на Ben-my-Chree. У 1921 році італійський генерал і повітряний теоретик Джуліо Дуе завершив надзвичайно впливовий трактат про стратегію бомбування під назвою Панування в повітрі, який передбачав панування повітряних сил над морськими.
У 1920-х роках, генерал корпусу армійської авіації Сполучених Штатів Біллі Мітчел, бувши упевненим, що повітряні сили зробили військо-морські сили в усьому світі застарілими, надав Конгресу доповідь про те, що «1 000 бомбардувальників можуть бути побудовані та експлуатуватися на кошти, що відповідають приблизно ціні одного лінкора» і, що ескадрилья цих бомбардувальників може потопити лінкор, роблячи таким чином більш ефективним використання державних коштів. Це розлютило ВМС США, проте Мітчелу було дозволено провести серії ретельних випробувань з ВМС і бомбардувальниками корпусу морської піхоти. 1921 року він бомбив і потопив багато кораблів, включаючи «непотоплюваний» німецький лінкор часів Першої світової війни «Остфризланд» і американський пре-дредноут «Алабама».
Хоча Мітчел вимагав «умов, наближених до воєнного часу», затоплені кораблі були застарілими, нерухомими, беззахисними і не вели заходів контролю ушкоджень. Затоплення «Остфризланда» було виконане з порушенням угоди, яка дозволяла інженерам флоту вивчати вплив різних боєприпасів: пілоти Мітчела проігнорували правила і затопили корабель протягом декількох хвилин скоординованої атаки. Цей випадок викликав ажіотаж і Мітчел заявив, що «Надводні кораблі не можуть існувати у зоні дії повітряних сил, що діють з наземних баз, і можуть їх атакувати». Хоч і далекі від завершення, дослідження Мітчела мали значний вплив, оскільки вони відсунули лобістів лінійних кораблів, порівняно з прихильниками морської авіації, на задній план. Контрадмірал Вільям A. Моффетт використав зв'язки з громадськістю проти Мітчела задля просування у бік розширення програми будування авіаносців ВМС США, яка тільки зароджувалась.

### Переозброєння
Королівські ВМС, ВМС США, і Імперський флот Японії екстенсивно покращували та модернізували свої лінкори часів Першої світової війни протягом 1930-х років. Серед нових можливостей були підвищення висоти веж і стабілізатори для оптичних далекомірів (для контролю вогню), сильніше бронювання (особливо навколо турелей) для захисту від навісного вогню та повітряних бомбувань, і додаткові зенітні озброєння. Деякі британські кораблі отримали великі блоки надбудов, які отримали прізвисько «замок королеви Анни», наприклад HMS Королева Єлизавета і «Ворспайт», які потім було використано у нових бойових вежах швидкого лінійного корабля класу Кінґ Джордж V. Були додані зовнішні виступи для покращення плавучості та компенсації збільшення маси, а також поліпшено підводний захист від мін і торпед. Японці перебудували усі свої лінкори з лінійними крейсерами під відмінну надбудову типу «Пагода», хоча Хіей отримав більш сучасний капітанський місток, який в пізніше вплине на нові лінкори класу Ямато. Виступи були вирівняні, включаючи масиви сталевих труб задля покращення підводного та вертикального захисту вздовж ватерлінії. США експериментували з ґратковими щоглами та пізніше з триногами, хоча після Перл-Гарбора кораблі, які постраждали найбільше, такі як «Вест Вірджинія» і «Каліфорнія» були відновлені зі схожим на їх наступників класу Айова виглядом (пізніше названим баштовими щоглами). На додачу до оптичного контролю вогню було запропоновано радар, який був надзвичайно ефективним у несприятливих погодних умовах і цілковитій темряві, а також поза зоною візуального контакту.
Навіть коли стала зрозуміла загроза нової війни наприкінці 1930-х років, будівництво лінкорів не набуло рівня важливості, який воно мало у роки, що передували Першій світовій війні. «Будівельні канікули», накладені морськими договорами, означали, що будівні потужності корабелень в усьому світі були відносно зменшені, і стратегічний розклад змінився.
У Німеччині, було відкинуто амбітний проєкт морського переозброєння План "Z", на догоду стратегії підводної війни, підтримуваної лінійними крейсерами і лінкорами класу Бісмарк як рейдерами. У Британії найнагальнішою потребою була протиповітряна оборона і ескорт конвоїв для захисту цивільного населення від авіанальотів та голоду, і в план переозброєння входило будівництво п'ятьох лінкорів класу Кінгґ Джордж V. У Середземному морі флоти залишалися віддані використанню лінкорів. Франція мала намір побудувати шість лінкорів класу Дюнкерк і класу Рішельє, й італійці два кораблі класу «Літторіо». Жоден флот не будував значну кількість авіаносців. США воліли витрачати обмежені кошти на авіаносці, до класу «Саут Дакота». Японія, також надавши пріоритет авіаносцям, взялася за роботу над трьома мамонтами класу «Ямато» (хоча третій, Сінано, був пізніше завершений як авіаносець), а запланований четвертий був скасований.
На початку громадянської війни в Іспанії, Іспанський флот складався лише з двох невеликих дредноутів, Альфонс XIII і Хайме I. Лінкор Іспанія (початкова назва Альфонс XIII), на той час знаходився у резерві на північно-західній морській базі Ель Ферроль, потрапив до рук націоналістів у липні 1936 року. Команда на борту Хайме I вбила своїх офіцерів, здійняла бунт, і приєдналася до Республіканського флоту. Таким чином кожна сторона отримала по одному лінкору; хоча Республіканському флоту переважно бракувало досвідчених офіцерів. Іспанські лінійні кораблі переважно обмежувалися взаємними блокадами, обов'язками супроводу конвоїв, і береговими бомбардуваннями, майже не брали участі в прямій боротьбі проти інших надводних одиниць. У квітні 1937 року Іспанія наштовхнулася на міну, закладену дружніми силами, та затонула з невеликими втратами серед екіпажу. У травні 1937 року Хайме I був пошкоджений авіанальотом націоналістів і сів на мілину. Корабель був змушений повернутися у порт для ремонту, де він знову отримав декілька влучань авіабомб. Було вирішено перегнати лінкор у більш захищений порт, але протягом транспортування він зазнав внутрішнього вибуху, який спричинив остаточну його втрату і смерть 300 людей. Декілька італійських і німецьких великих кораблів брали участь у запобіжній блокаді. 29 травня 1937 року два республіканські літаки спромоглися завдати бомбового удару по німецькому кишеньковому лінкору «Дойчлянд» на рейді Ейвісси, спричинивши серйозні ушкодження і людські жертви. Адмірал Шеер відповів двома днями пізніше обстрілом Альмерії, спричинивши великі руйнування, і результатом інциденту з Дойчлянд став кінець німецької та італійської підтримки режиму невтручання.

## Друга світова війна

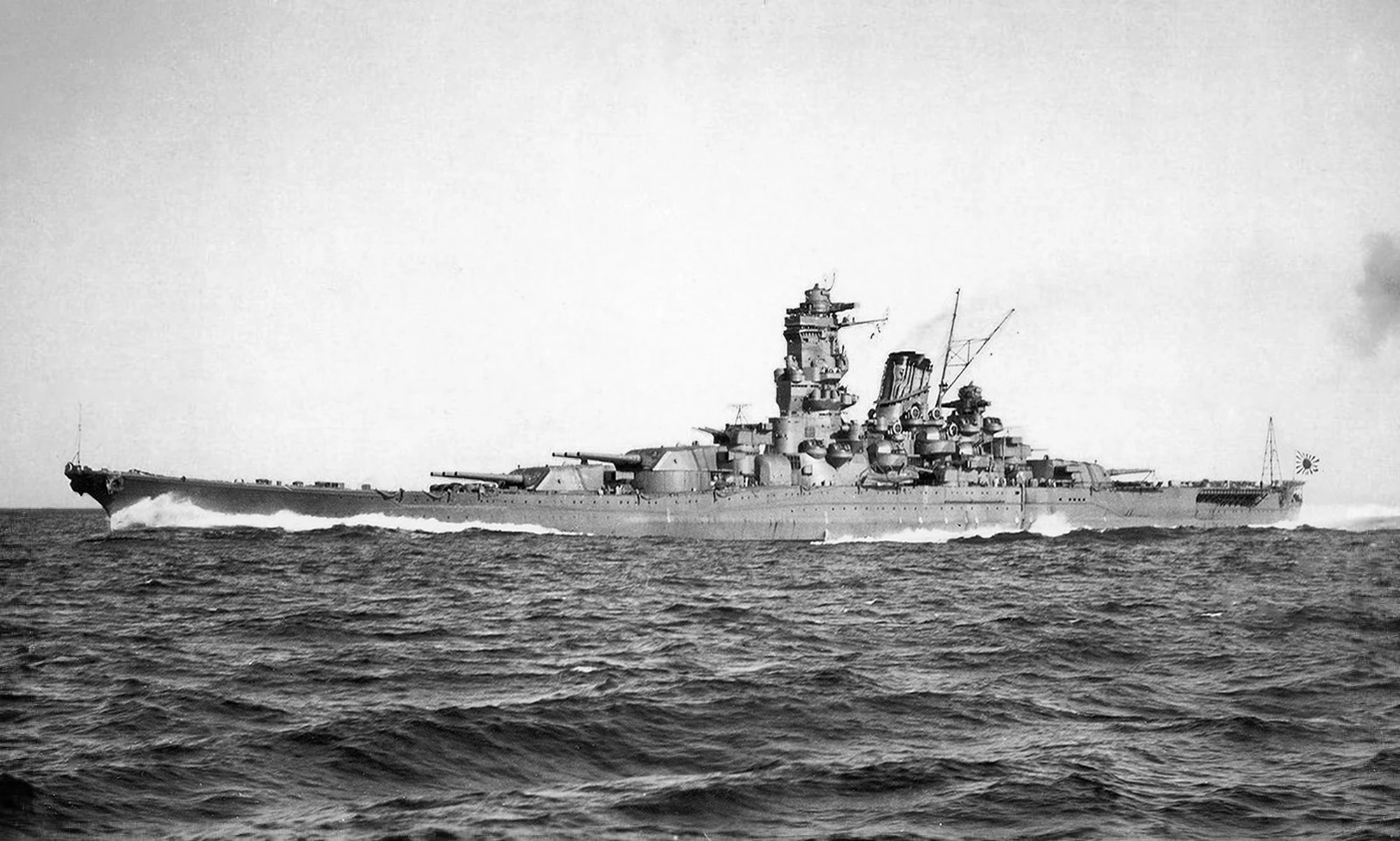
Ямато протягом морських випробувань, жовтень 1941 року.

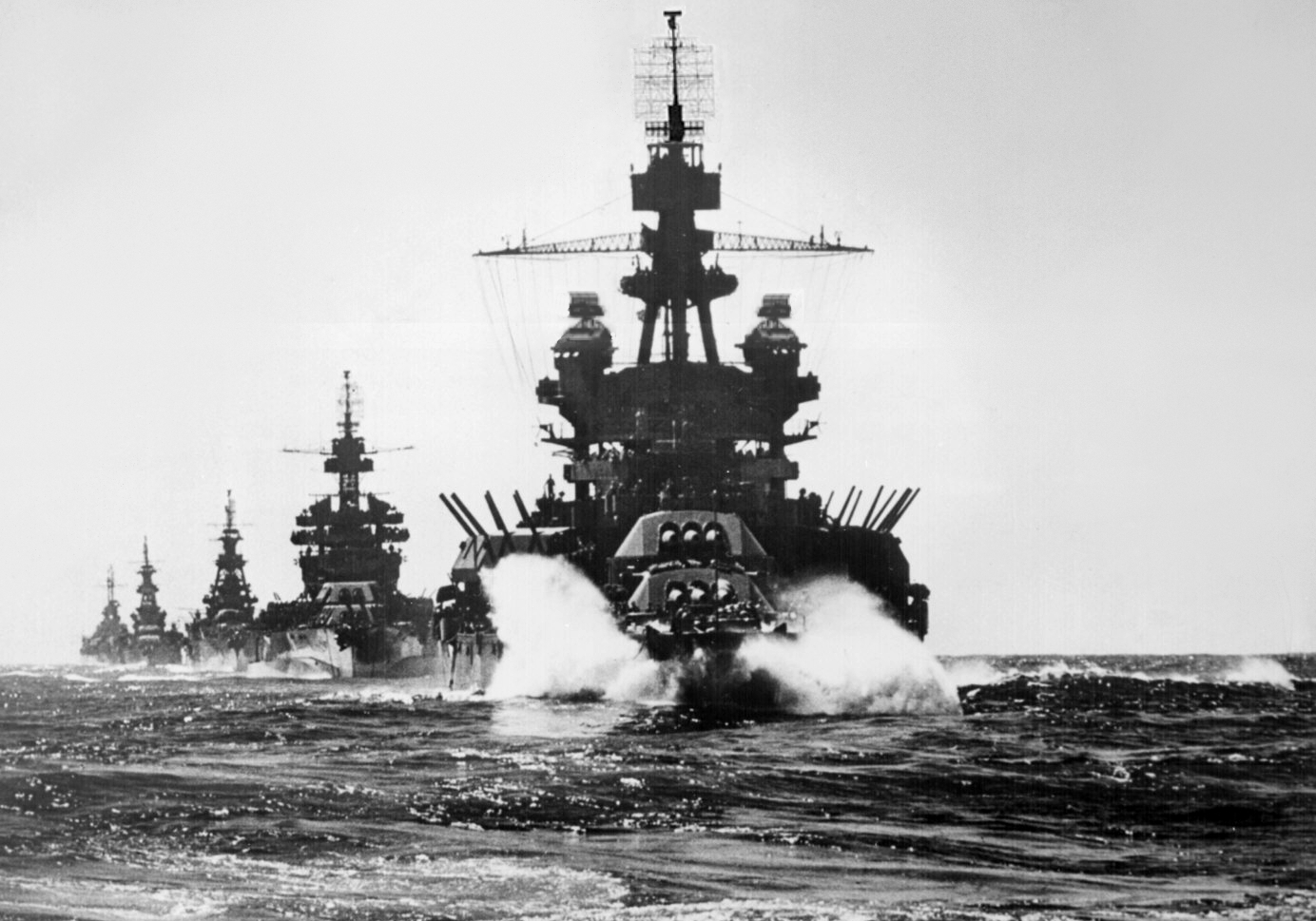
«Пенсильванія», головний корабель «Колорадо» і крейсери «Луїсвілл», «Портланд», і «Колумбія» у затоці Лінгаєн, Філіппіни, січень 1945 року

Німецький лінкор Шлезвіґ-Гольштейн — застарілий пре-дредноут — розпочав Другу світову війну обстрілом польського гарнізону у Вестерплятте; і остання капітуляція Японської імперії мала місце на борту лінкора флоту Сполучених Штатів USS Міссурі. Між цими двома подіями стало зрозуміло, що авіаносці стали новими основними кораблями флоту, а лінійні кораблі тепер відіграють допоміжну роль.
Лінійні кораблі брали участь у головних зіткненнях на Атлантичному, Тихоокеанському та Середземноморському театрах воєнних дій. В Атлантиці німці використовували свої лінкори, як незалежні рейдери. Проте, зіткнення між лінкорами мало невелике стратегічне значення. Битва за Атлантику велася есмінцями та підводними човнами, а вирішальну роль у більшості битв між флотами на Тихому океані відігравали авіаносці.
У перший рік війни броньовані військові кораблі спростували прогноз, що літаки будуть домінувати у війні на морі. «Шарнгорст» і «Ґнайзенау» застали зненацька і потопили авіаносець «Ґлоріус» біля західного узбережжя Норвегії у червні 1940 року. Це зіткнення було останнім, коли авіаносець був потоплений надводною артилерією. Під час нападу на Мерс-ель-Кебір британські лінкори відкрили вогонь по французьких, які знаходилися у гавані біля Орану в Алжирі, зі своїх важких гармат, і пізніше переслідували втечу французьких кораблів за допомогою палубної авіації своїх авіаносців.
Наступні роки війни неодноразово продемонстрували зрілість авіаносців як стратегічної морської зброї і їхній потенціал стосовно лінкорів. Британський повітряний напад на італійську військово-морську базу у Таранто потопив один італійський лінкор і пошкодив ще два. Ті самі торпедоносці Сордфіш відіграли вирішальну роль у потопленні німецького рейдера Бісмарк.

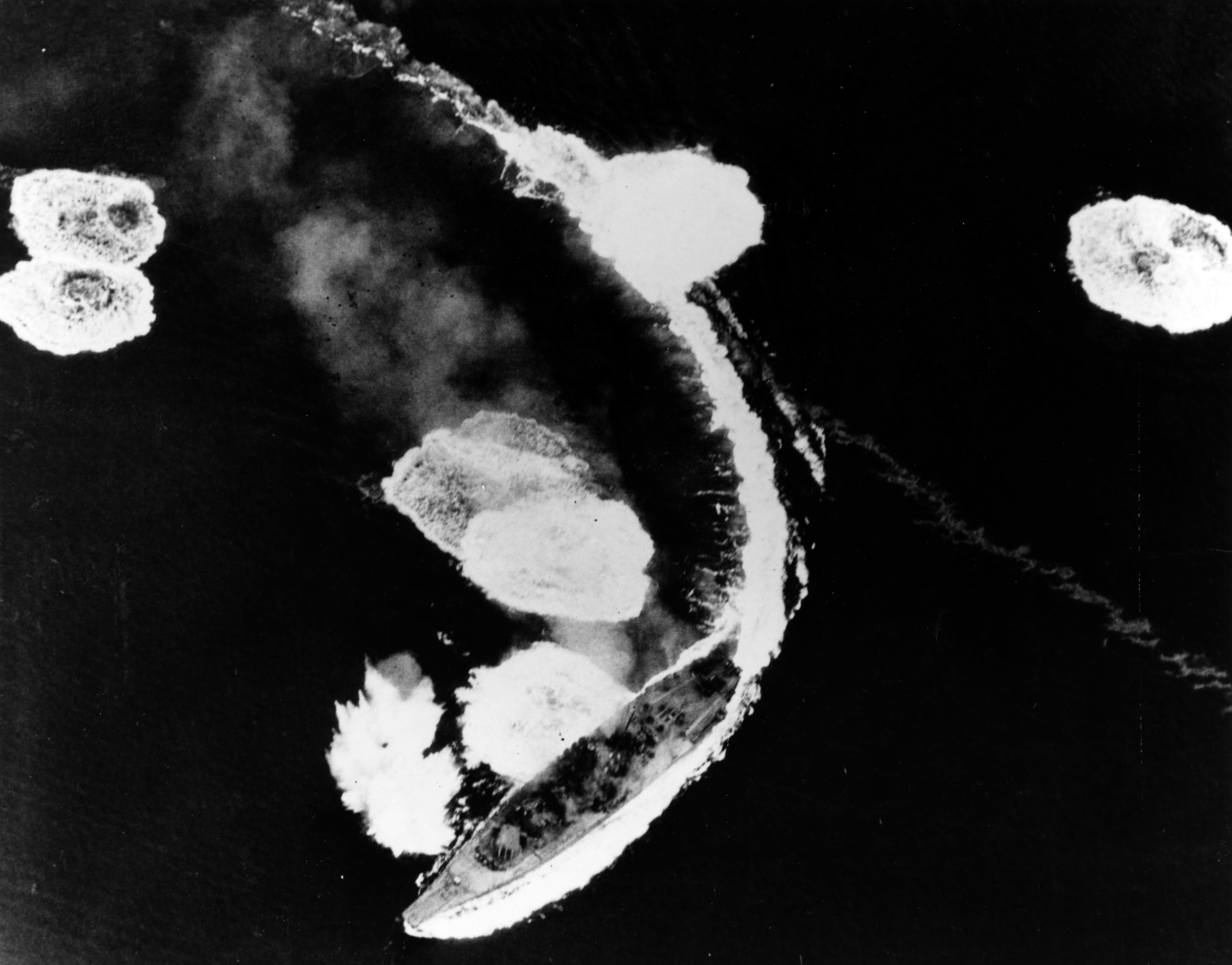
Лінкори Імператорського флоту Японії Ямато (1940 р.), як бачимо тут під авіаударом у 1945 році, і інший корабель його класу «Мусаші» (1940 р.) були найбільшими лінкорами в історії

7 грудня 1941 року японці розпочали раптовий напад на Перл-Гарбор. За короткий проміжок часу п'ять з восьми лінкорів США були потоплені або тонули, всі решта зазнали пошкоджень. Американські авіаносці в цей час були у морі та уникли виявлення. Вони прийняли виклик і в кінцевому результаті змінили хід війни у Тихому океані. Затоплення британського лінійного корабля HMS «Прінс оф Вейлз» і його супроводу, лінійного крейсера «Ріпалс», продемонстрували вразливість лінкорів до повітряних атак у морі без достатнього повітряного прикриття, вирішуючи суперечку, розпочату Мітчелом у 1921 році. Обидва кораблі йшли повним ходом задля атаки на японський морський десант, який висадився у Малайзії, коли їх перехопили японські бомбардувальники наземного базування і торпедоносці 10 грудня 1941 року.
У більшості з вирішальних битв початкового етапу війни на Тихому океані, наприклад Коралове море і Мідвей, лінкори або не брали участі, або виконували роль супроводу авіаносців, які запускали, хвиля за хвилею, літаки задля атаки на відстань у сотні миль. У пізніших битвах на Тихому океані лінкори, головним чином, виконували роль вогневої підтримки для морського десанту і забезпечували протиповітряне прикриття, як супровід авіаносців. Навіть найбільші лінкори, з тих що колись були збудовані, японський клас «Ямато», які несли батареї головного калібру з дев'яти 18-дюймових (46 см) гармат і були спроєктовані, як основна стратегічна зброя, не мали шансу показати свій потенціал у вирішальних діях лінкорів, які фігурували у японському передвоєнному плануванні.а
Останнім зіткненням лінійних кораблів у історії була битва в затоці Лейте, 25 жовтня 1944 року, у якій кількісно і технічно переважаюча група американських лінкорів знищила меншу групу японських лінкорів артилерійським вогнем після того, як вона вже була спустошена торпедними атаками есмінців. Усі, крім одного, американські лінкори, що брали участь у цій операції, були раніше потоплені під час атаки на Перл-Гарбор, а потім підняті та відремонтовані. Коли USS Міссісіпі зробив останній залп цієї битви (останній залп, зроблений лінкором проти іншого важкого корабля), це був «похоронний салют для завершення епохи морських війн.». У квітні 1945 року, під час битви за Окінаву, найпотужніший у світі лінійний корабель, Ямато, був відправлений проти величезних сил США на самовбивчу місію і потоплений переважаючим вогнем від палубної авіації авіаносців з усіх напрямків, втративши всі агрегати.

## Холодна війна

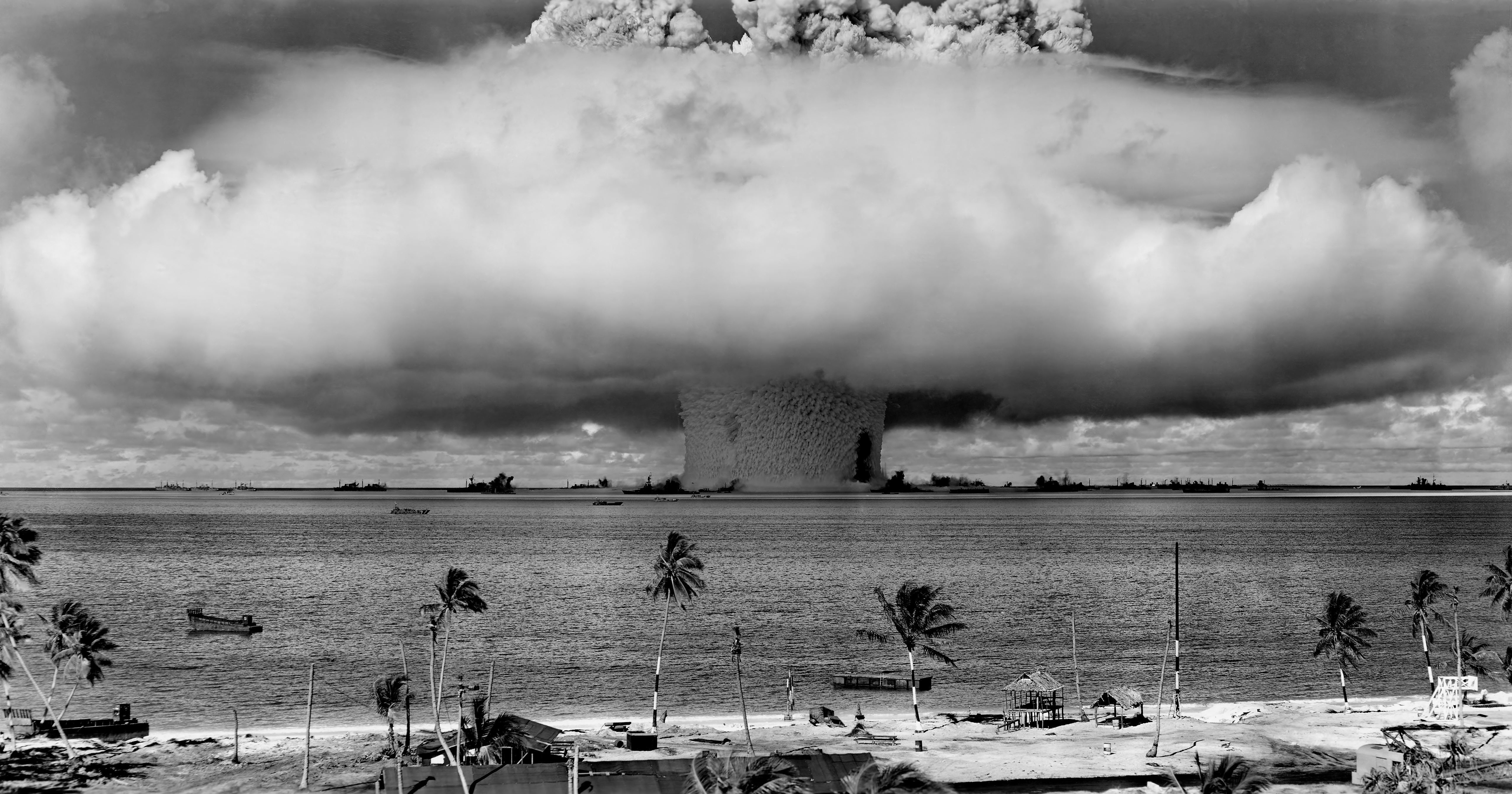
Операція Перехрестя

Решта лінкорів закінчували свій вік по-різному. «Арканзас» та «Наґато» були потоплені під час ядерних випробувань у операції «Перехрестя» в 1946 році. Обидва лінкори виявились стійкими до ядерних вибухів у повітрі, але вразливими до підводних ядерних вибухів. Італійський «Джуліо Чезаре» був відданий Радянському Союзу за репарації і перейменований у «Новоросійськ»; він затонув, підірвавшись на німецькій міні, що залишилася з війни в Чорному морі 29 жовтня 1955 року. Два лінкори класу «Андреа Доріа» були розібрані на злам у 1956 році. Французький «Лоррейн» був розібраний на злам у 1954 році, «Рішельє» у 1968 році і «Жан Бар» у 1970 році.
Після другої світової війни декілька країн зберегли існуючі лінкори у складі своїх флотів, але вони вже не були стратегічно домінуючими військовими активами. Справді, скоро стало зрозуміло, що вони більше не виправдовують значних витрат на своє будівництво та утримання і після війни у стрій було введено лише один лінійний корабель, HMS Венґард. Під час війни стало очевидно, що зіткнення між лінкорами, як затока Лейте чи затоплення HMS Гуд були швидше винятками з правил, а зі зростанням ролі авіації, дистанції зіткнень ставали дедалі більшими, роблячи важкі гармати недоречними. Бронювання лінійних кораблів також було недоречним перед обличчям ядерного удару, оскільки тактичні ракети з радіусом дії 100 кілометрів (60 миль) чи більше могли бути розміщені на радянських есмінцях класу «Бідовий» і підводних човнах проєкту 613. До кінця 1950-х років, малі типи суден, які раніше були незначними, тепер отримали можливість знищувати лінкори.
Чотири лінкори Об'єднаного Королівства класу «Кінґ Джордж V», що пережили війну, були розібрані на злам у 1957 році, і «Венґард» пішов слідом за ними 1960 року. Усі інші британські вцілілі лінійні кораблі були продані чи розібрані до 1949 року. Радянські лінкори — Марат (був розібраний в 1953 році), Паризька комуна у 1957 році та Жовтнева революція (якому повернули його оригінальне ім'я, Гангут, з 1942 року) у 1956-7 роках. Бразильський «Мінас Жерайс» був розібраний у Генуї у 1953 році, а його корабель-побратим Сан Паулу затонув під час шторму у Атлантиці по дорозі на злам в Італії у 1951 році.
Аргентина зберігала два свої кораблі класу «Рівадавія» до 1956 та Чилі зберігала «Альміранте Латорре» (попередньо HMS Canada) до 1959 року. Турецький лінійний крейсер «Явуз Султан Селім» (попередньо «Ґебен», спущений у 1911 році) був розібраний у 1976 році після того, як пропозиція продати його назад Німеччині була відхилена. Швеція мала декілька невеликих панцерників берегової оборони, один з яких, HMS Ґустав V, дожив до 1970 року. Радянський Союз розібрав чотири великі недобудовані крейсери наприкінці 1950-х років, в той час, коли плани будівництва декількох нових крейсерів класу Сталінград були полишені після смерті Йосипа Сталіна у 1953 році. Три старі німецькі лінкори «Шлезвіґ-Гольштейн», «Шлєзієн», і «Гессен» мали схожий кінець. «Гессен» був переданий Радянському Союзу і перейменований на Ціль. Він був розібраний у 1960 році. «Шлезвіґ-Гольштейн» був перейменований на «Бородіно», і використовувався як корабель-ціль до 1960 року. «Шлєзієн» також використовувався як корабель-ціль. Він був розібраний між 1952 та 1957 роками.

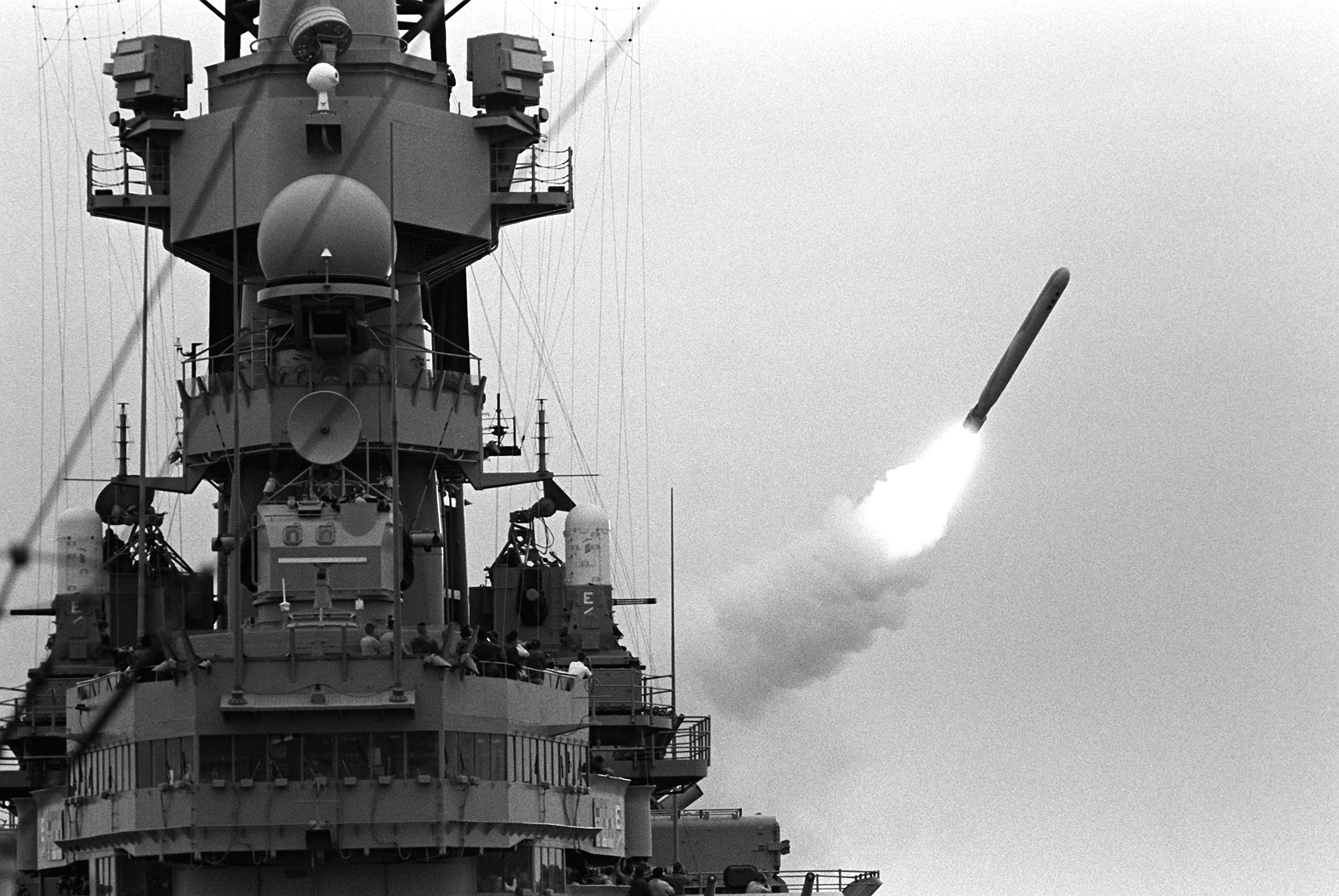
USS Міззурі запускає ракету Томагавк під час операції «Буря в пустелі»

Лінкори класу «Айова» дістали нове призначення у ВМС США як кораблі вогневої підтримки. Радар і електронна система керування вогнем сприяли підвищенню точності ведення вогню. США відновили усі чотири лінкори класу Айова для участі у Корейській війні і USS Нью-Джерсі для Війни у В'єтнамі. Вони переважно використовувалися для обстрілів узбережжя, Нью-Джерсі здійснив близько 6,000 пострілів 16 дюймових снарядів і понад 14,000 пострілів 5 дюймових снарядів під час свого турне на лінію вогню, усемеро більше пострілів по берегових цілях у В'єтнамі, ніж він зробив за час Другої світової війни.
Як частину зусиль секретаря ВМС Джона Лемана з будівництва флоту у 600 кораблів у 1980-х роках, і у відповідь на спуск на воду Кірова Радянським Союзом, Сполучені Штати відновили всі чотири лінкори класу Айова. У ряді випадків, лінкори виконували роль кораблів підтримки в авіаносних ударних з'єднаннях, або вели власні лінійні ударні з'єднання. Вони були модернізовані для того, щоб нести Томагавки, і Нью-Джерсі використовувався для бомбардувань Лівану у 1983 та 1984 роках, поки USS Міссурі та USS Вісконсин вели вогонь своїми 16 дюймовими (406 мм) гарматами по наземних цілях і здійснювали ракетні пуски під час війни в Перській затоці у 1991 році. Вісконсин слугував як TLAM координатор ударів для Перської затоки, скеровуючи послідовність запусків, які ознаменували початок операції Буря в Пустелі, випустивши всього 24 TLAM-и протягом двох перших днів кампанії. Основною загрозою для лінкорів були Іракські берегові ракетні батареї; Міссурі отримав постріли двома іракськими шовкопрядами, один з яких промахнувся, а інший був перехоплений британським есмінцем «Ґлостер».

## Сучасність

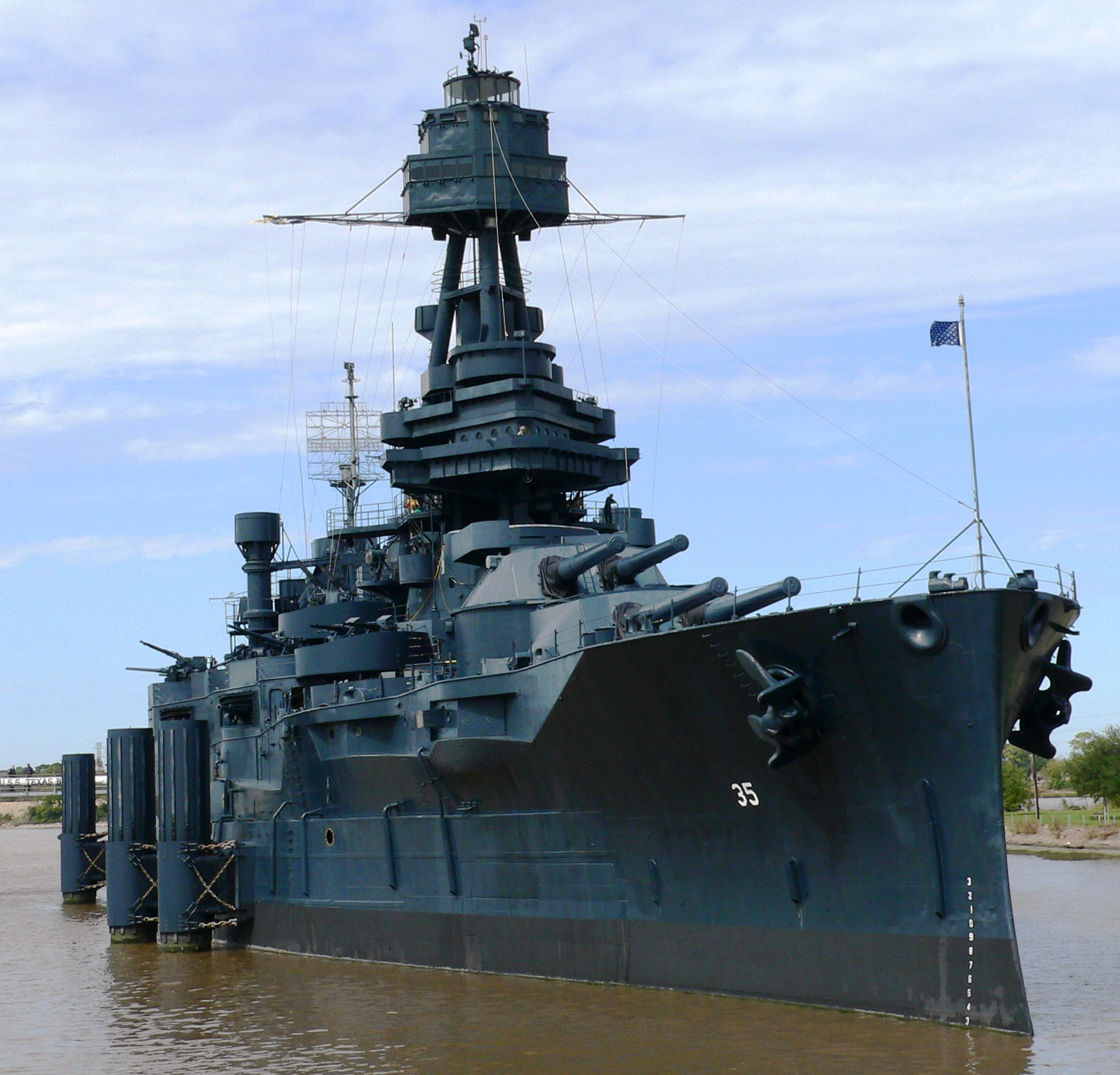
Американський USS Техас (1912 р.) являє собою єдиний екземпляр лінкора-дредноута, який зберігся до наших днів.

Усі чотири лінкори класу Айова були списані на початку 1990-х років, що робить їх останніми лінкорами, які бачили дійсну військову службу. USS Айова та USS Вісконсин підтримувались у стані, з якого їх можна швидко відновити як кораблі вогневої підтримки, очікуючи на появу нового кращого корабля вогневої підтримки. Ці два останні лінкори було нарешті виключено з переліку складу флоту США у 2006 році Військовий Баланс та Російський Закордонний військовий огляд стверджують, що ВМС США досі рахує один лінкор у резерві (Військово-морський неактивний флот/Резерв 2-ї черги) у 2010 році. У корпусі морської піхоти США побутує думка, що сучасні надводні засоби вогневої підтримки та ракетні програми нездатні забезпечити адекватної вогневої підтримки для висадки десанту чи берегових операцій.
Зі списанням останнього лінійного корабля класу Айова, у строю не залишилося жодного лінкора в жодному флоті світу. Частина збереглась як кораблі-музеї, які знаходяться на плаву або в сухому доку. США мають для показу вісім лінкорів: Массачусеттс, Норт Керолайна, Алабама, Айова, Нью-Джерсі, Міссурі, Вісконсин та Тексас. Міззурі та Нью-Джерсі тепер є музеями у Перл-Гарборі та Камден, Нью Джерсі, відповідно. Айова нині демонструється з освітньою метою на набережній Лос-Анджелесу у Сан Педро, Каліфорнія. Вісконсин був вилучений з переліку складу флоту у 2006 році і тепер служить у вигляді музею у Норфолку. Массачусетс, особливістю якого є те, що він не мав жодних людських втрат за час активної служби, отримав Battleship Cove морський музей у Фолл-Рівер (Массачусетс) у 1965 році. Тексас, перший лінкор перетворений на музей, є частиною експозиції San Jacinto Battleground State Historic Site, коло Г'юстона. Норт Керолайна представлена у Вілмінгтон (Північна Кароліна). Алабама представлена у Мобіл (Алабама). Єдиний інший лінкор 20-го сторіччя, який виставляється, — це японський пре-дредноут Мікаса.
Зважаючи на географію, Айова, Міззурі та Вісконсин — єдині кораблі-музеї, що не знаходяться в однойменних штатах.

## Стратегія і доктрина

### Доктрина
Лінійні кораблі були втіленням війни на морі. Для Альфреда Тейєра Мегена і його послідовників, сильний військово-морський флот мав життєво важливе значення для успіху нації, а також контроль над морями мав життєво важливе значення для проєкції сили, як на землі, так і за морями. Теорія Мегена, описана у Вплив морської сили на історію, 1660—1783 1890 року, визначала роль лінійного корабля у тому, щоб очистити моря від ворога. У той час, як  завдання супроводу, блокади, і рейдів покладалися на використання крейсерів чи менших кораблів, присутність лінкорів становила потенційну загрозу будь-якому конвою, який супроводжувався будь-якими кораблями, меншими за них. (Ця концепція стала відомою як «Наявний флот»). На думку Мегена, перемоги можна було досягти лише в результаті зіткнення між лінійними кораблями, це твердження набуло поширення під назвою доктрини «вирішальної битви» у деяких флотах, в той час, як орієнтація на рейди проти торгових суден чи guerre de course (як зазначала Молода школа) не мала шансів на успіх.
Меген мав величезний вплив у військово-морських та політичних колах у часи епохи лінкорів, закликаючи до створення великого флоту з найпотужніших лінійних кораблів, які тільки можливо створити. Робота Мегена була опублікована наприкінці 1880-х років, і до кінця 1890-х років вона набула  величезного міжнародного резонансу, і в кінцевому результаті була прийнята багатьма основними флотами (особливо британським, американським, німецьким, та японським). Сила думки Мегена мала важливе значення у розвитку лінкорних перегонів озброєнь, і таке ж важливе значення в угоді Великих країн про обмеження кількості лінійних кораблів у міжвоєнний період.
Доктрина «наявного флоту» стверджувала, що лінкори однією своєю присутністю можуть зв'язати переважаючі ресурси супротивника. Це, в свою чергу, породжувало думку, що такий підхід може схилити чашу терезів у конфлікті навіть без бою. Це означало, що навіть лінійні флоти невеликих морських держав можуть мати важливе стратегічне значення.

### Тактика
У той час, як роль лінкорів у обох світових війнах відображала вчення Мегена, особливості розвитку лінкорів були складнішими. На відміну від вітрильних лінійних кораблів, лінкори кінця XIX та початку XX сторіч були досить вразливими для торпед та мін, видів озброєнь, які можуть використовуватись відносно малими і недорогими суднами. Нова школа — школа думки 1870-х та 1880-х років, яка рекомендувала використання міноносців разом з лінкорами. Вони мали ховатися позаду лінкорів до моменту, поки дим від артилерійського вогню не зменшить видимість достатньо сильно, для того, щоб вони могли непоміченими випустити свої торпеди. Хоча застосування цієї тактики зробив неможливим розвиток бездимного пороху, залишилася загроза від швидших торпедних суден (пізніше включаючи підводні човни). До кінця 1890-х років Королівський Флот розробив перший ескадрений міноносець, який був спеціально створений для перехоплення і знищення будь-якого атакуючого торпедного човна. Під час Першої світової війни, і згодом також, лінійні кораблі дуже рідко діяли без прикриття есмінців.
Доктрина застосування лінійних кораблів передбачала їх концентрацію у бойові групи. Для того, щоб ці бойові групи могли обрушити свою бойову міць на впертого ворога (чи уникнути зустрічі з сильнішим флотом супротивника), вони потребували якихось засобів для знаходження ворожих кораблів за лінією горизонту. Це забезпечувалось силами розвідки; на різних етапах лінійними крейсерами, крейсерами, есмінцями, дирижаблями, підводними човнами та літаками, все використовувалось. (З розвитком технологій радіозв'язку, радіопеленгування та аналізу трафіку почали відігравати важливу роль, навіть, можна сказати, берегові станції долучилися до бойових груп. Таким чином, більшу частину часу свого існування, лінійні кораблі виконували завдання в оточенні ескадр есмінців та крейсерів. Кампанія Північного моря Першої світової війни показала, як попри цю підтримку, загроза мін та торпедних атак і нездатність оцінити та залучити нові методи серйозно заважала операціям Великого Флоту Королівських ВМС — найбільшому лінійному флоту свого часу.

### Стратегічний та дипломатичний вплив
Присутність лінійних кораблів відігравала дуже важливу роль стосовно психологічного та дипломатичного впливу. Подібно до володіння ядерною зброєю сьогодні, володіння лінкорами слугувало підвищенню ефективності національної проєкції сили.
Навіть протягом Холодної війни психологічний вплив лінійних кораблів залишався значним. 1946 року USS Міссурі був відряджений для доставки останків посла з Туреччини, і його наявність у турецьких та грецьких територіальних водах запобігла можливому просуванню радянських військ на Балканах. У вересні 1983 року, коли ополчення друзів у Ліванських горах Шуф обстріляло морських піхотинців США, що брали участь у миротворчій місії, прибуття USS Нью-Джерсі змінило баланс сил. Артилерійський вогонь з Нью-Джерсі  пізніше знищив лідерів ополчення.

### Фінансове питання
Лінійні кораблі були найбільшими та найскладнішими, а отже і найдорожчими, військовими кораблями свого часу і як наслідок, доцільність інвестицій у їх будівництво і розвиток завжди піддавалась сумніву. Як писав французький політик Етьєн Ламі у 1879 році: «Будівництво лінкорів обходиться так дорого, їх ефективність так не певна і за такий короткий термін, потуги створення броненосного флоту, здається, залишать безплідною наполегливість народу». «Молода школа» 1870-х та 1880-х років шукала альтернативи для зростання вартості та певної корисності традиційних військово-морських флотів. Вона запропонувала те, що сьогодні називається стратегією морського перехоплення, базуючись на швидких з великою дальністю плавання крейсерах, для рейдерства та міноносних флотиліях, для атаки ворожих кораблів, які б намагалися вчинити блокаду французьких портів. Ідеї Нової школи випереджали свій час; до початку XX сторіччя не було настільки ефективних мін, торпед, підводних човнів та літаків, з допомогою яких подібні ідеї могли бути ефективно втілені в життя.
Наміри країн, таких як Німеччина, щодо будівництва військових флотів для конфронтації зі значно сильнішим супротивником, піддавались критиці істориків, які зазначали марність інвестицій у флоти, які не мають жодного шансу досягти рівня свого супротивника у реальному бою. Згідно з цим поглядом, спроби слабшого військово-морського флоту прямого змагання з сильнішим у будівництві лінкорів супротивником — це просто марна трата ресурсів, які можна було б використати для тиску на слабкі сторони супротивника. У німецькому випадку, британська залежність від масового імпорту продовольства і сировини виявилась майже фатальною слабкістю, коли Німеччина прийняла політичний ризик за необмежену підводну війну проти комерційних морських перевезень. Хоча наступ U-ботів у 1917—1918 роках був зрештою зупинений, він був успішний у завданні величезних матеріальних втрат і змусив Союзників відвернути увагу значних ресурсів на боротьбу з підводними човнами. Цей успіх, хоча у загальному підсумку не вирішальний, був, проте, разюче відмінний від повної неспроможності німецького надводного флоту кинути виклик перевазі значно сильнішого британського флоту.

## Рекомендована література
- Breyer, Siegfried (1973). Battleships and Battlecruisers of the world, 1905–1970. London: Macdonald/Jane's. ISBN 0-356-04191-3.
- Herwig, Holger (1980). Luxury Fleet, The Imperial German Navy 1888–1918. Ashfield Press. ISBN 0-948660-03-1.
- Mahan, Alred Thayer. Reflections, Historic and Other, Suggested by the Battle of the Japan Sea. By Captain A. T. Mahan, US Navy. US Naval Proceedings magazine; June 1906, volume XXXIV, number 2. United States Naval Institute Press.
- Massie, Robert (1991). Dreadnought: Britain, Germany and the Coming of the Great War. Random House, NY. ISBN 0-394-52833-6.